# Клюев, Андрей Петрович
Андре́й Петро́вич Клю́ев (укр. Андрій Петрович Клюєв; род. 12 августа 1964, Донецк, Украинская ССР, СССР) — украинский националист, политик и бизнесмен. Глава Администрации Президента Украины (2014). Народный депутат Украины IV, V, VI созывов. Член «Партии регионов», 1-й заместитель председателя партии (2001—2003), заместитель председателя партии (2008—2014).

## Биография

### Ранние годы
Родился в семье шахтёра и учительницы младших классов. В детстве окончил музыкальную школу по классу фортепиано, в числе лучших учеников участвовал в культурной программе Олимпиады-80 в Москве.
Окончил с отличием горный факультет Донецкого политехнического института (1986, учился с 1981), горный инженер по специальности «Автоматизация и комплексная механизация разработки месторождений полезных ископаемых». В 1986—1989 годах аспирант того же института, где затем по 1991 год научный сотрудник, преподавал. Кандидат технических наук (1989).

### Трудовая деятельность
Учась в Донецком политехническом, начал работать забойщиком на шахтах им. Засядько и им. Горького, объединения «Донецкуголь» (в котором работал и его отец). Работал на шахте «Шахтёрская-Глубокая» (город Шахтёрск). Уже после института (до аспирантуры) по распределению попал в Ворошиловоградскую область на шахту «Белореченская»  ПО «Ворошиловградуголь» заместителем начальника участка шахтного транспорта.
Клюеву приходилось добывать уголь под землёй на глубине почти полтора километра: «Когда я работал на шахте „Шахтёрская-Глубокая“, там был горизонт 1297 метров. Потом нужно было идти ещё под уклоном вниз».
Андрею Клюеву доводилось попадать в нестандартные ситуации. Однажды в обеденный перерыв он сидел в откаточном штреке, и тут «выстрелило»:
Я поясню: горная выработка крепится металлическими рамами, а между ними закладывают железобетонный прямоугольник, который называют „затяжкой“. Так вот, я сижу, и тут происходит просадка кровли, выскакивает эта железобетонная плита. А в ней была проволока толщиной где-то 6-8 мм. И меня двумя этими штырями как раз пригвоздило к породе. Повезло, что эта проволока прошла насквозь, не задев кости, причем абсолютно симметрично в обеих ногах.
В другой раз Клюев попал под обрушение основной кровли. Он находился в середине лавы, в метрах 80-90 от откаточного штрека: «Помню только, что начало трещать. Опомнился я уже в откаточном штреке, когда рухнула кровля. Добрался до него я сам, но вот только как — не помню. В тот момент действовал просто автоматически».

### Родители
Андрей Петрович Клюев родился 12 августа 1964 года в Донецке, в семье шахтёра и учительницы. Отец работал на шахте им. Горького, мать преподавала в младших классах. Пётр Васильевич Клюев, отец Андрея Клюева отработал на шахтах Донецка 28 лет. Клюев-старший был горным рабочим очистного забоя, работал комбайнёром на комбайне «Кировец», потом — комплексным бригадиром. Пётр Клюев проводил ремонтные работы в очистном забое. За ударный труд был награждён государственными наградами. В 1986 году Пётр Клюев попал в тяжелейшую аварию под землёй, вследствие чего три года пролежал в больнице. «Папу оперировал мой друг, И он рассказывал, что у отца все тело было, как яблоко, которое переехала машина. Все кости были раздроблены. Он еле выжил. Поэтому пробивался я сам», — рассказывал Клюев. В другом интервью он рассказал подробности — как раз шли ремонтные работы, конвейер не работал: «Отец полз по лаве, зацепился коногонкой за конвейер в тот момент, когда его включили. Его начало тянуть, и метров 10-15 протащило между конвейером и породой. Он был весь побит, все кости переломаны. Он перенёс 57 операций. На нём живого места не было».
За 2011 год Клюев задекларировал максимальный доход среди госслужащих Украины в 29,3 млн гривен.
На парламентских выборах-2012 — начальник Центрального избирательного штаба Партии регионов, № 4 в партийном списке кандидатов в депутаты.
По мнению журналиста и политолога Вячеслава Пиховшека, именно Клюев в 2013 году мог стать преемником Николая Азарова в должности премьер-министра Украины.
В сентябре 2013 года Андрей Клюев на заседании политсовета ПР намечен главой предвыборного штаба Виктора Януковича на президентских выборах 2015 года.

## Политическая деятельность

### На Донбассе
С 1994 года заместитель председателя Донецкого областного совета Владимира Щербаня по организационной работе, затем в 1995—1996 годах заместитель главы Донецкой обласной государственной администрации Владимира Щербаня по вопросам развития рыночных отношений, приватизации, реформирования экономики и труда, угольной промышленности. Депутат Донецкого городского совета (1996—2002). В 1996—1998 годах первый заместитель городского головы Донецка Владимира Рыбака. В 1998—2002 годах заместитель донецкого губернатора Виктора Януковича.

### Народный депутат Украины, глава парламентского комитета по ТЭК (2002—2003)
В конце марта 2002 года Андрей Клюев был избран в парламент от блока «За единую Украину!» по мажоритарному округу № 46 (города Артёмовск, Красный Лиман и Артёмовский район Донецкой области). В июне 2002 года стал главой Комитета по вопросам топливно-энергетического комплекса, ядерной политики и ядерной безопасности и активно приступил к разработке законодательства по развитию этой отрасли. С его подачи под эгидой Комитета Верховной Рады проводились различные круглые столы, где обсуждались сложные вопросы отрасли, организовывались поездки парламентариев на проблемные объекты. Был подготовлен проект «Энергетической стратегии Украины до 2030 года», разработан ряд необходимых отраслевых законопроектов.

Андрей Клюев организовал выездное заседание комитета с привлечением отраслевых экспертов на территории Чернобыльской АЭС для обсуждения мер, необходимых для ускорения решения проблем станции. Тогда ситуация на ЧАЭС находилась в плачевном состоянии: часть средств, выделенных международными донорами, была потрачена неэффективно, иностранные подрядчики не выполняли своих обязательств, а украинские власти не могли набраться смелости решать эти вопросы с чиновниками Еврокомиссии и ЕБРР. Необходимо было найти правильное решение по ускорению проектирования и начала строительства нового саркофага и над разрушенным после катастрофы 1986 года четвёртым блоком ЧАЭС и других объектов для выведения станции из эксплуатации. Эксперты обратили внимание на некорректность экспертиз и процедур принятия решений по проектированию временного хранилища отработанного ядерного топлива (ХОЯТ-2). В 2006 году заместитель главы Комитета ВР по вопросам ТЭК Андрей Деркач заявил изданию «Эксперт»: 
«Мы тогда неоднократно обращались к президенту, в Кабмин, Минтопэнерго и прокуратуру, но никаких действий так и не последовало».
 За последующие годы именно Клюев сделает очень много для того, чтобы проблемы с иностранными партнёрами были решены, дополнительные средства были собраны, а реальное строительство началось. Клюев уже тогда отстаивал важность комплексного стратегического развития ТЭК. В конце 2002 года Клюев так говорил об этом в интервью «Галицким контрактам»: 
«Основная задача — реальная энергетическая стратегия. Мы должны найти баланс — сколько нужно производить тепловой электроэнергии, чтобы можно было обеспечивать собственное потребление собственным углем. Сегодня имеем 52 % отечественных мощностей, которые фактически простаивают. Как их использовать? Можно отдать приоритет только атомной энергетике, но эта отрасль не может работать самостоятельно — так или иначе 70 % ядерного топлива придется завозить из-за пределов страны. Опять же, проблема ядерных отходов. Нельзя предпочесть и исключительно тепловую энергетику, но она связана с угольной промышленностью, а полноценная работа угольщиков — работа и угольного машиностроения, и металлургии. Будущее за тем, чтобы Украина стала работать в параллельном режиме с Западной Европой. Для этого нужно выводить наши электростанции на соответствующий технический уровень и завоевывать новые рынки сбыта».
Клюев принимал участие в реформировании системы расчётов на рынке электроэнергии Украины — сначала как руководитель профильного парламентского комитета он участвовал в работе Межведомственной комиссии, которую создали для начала реформы ещё в 2002 году. Клюев начал реализацию наработок комиссии уже на должности вице-премьера. В результате реформы была налажена модель работы «Энергорынка». К 2003 году ситуация в ТЭК была ещё очень сложной. По данным аналитиков, на тот момент долги энергопоставляющих компаний государственному предприятию «Энергорынок» и долги «Энергорынка» компаниям — производителям электроэнергии составляли около 20 млрд гривен. Задолженность возникла в 1995—2003 годах из-за неполной оплаты энергопоставляющими компаниями купленной на оптовом рынке электроэнергии. Государству на тот момент принадлежало 15 из 27 облэнерго. Их плохое техническое состояние приводило к потерям электроэнергии, составляющим в некоторых компаниях 20—30 % от объёма её передачи. В результате этой работы были разделены виды деятельности в электроэнергетике: производство (электростанции), передача (высоковольтные линии — «Укрэнерго») и поставки (облэнерго). Была создана прозрачная система функционирования энергорынка, как в части объёмов купли-продажи электроэнергии, так и формирования цен и платежей и возможностей для контроля. Было свёрнуто огромное количество коррупционных схем, практически ушли неплатежи, значительно усовершенствована система лицензирования в отрасли, созданы основы для контроля выполнения инвестобязательств приватизированных облэнерго, что обеспечило возможности государства влиять на развитие единой энергосистемы Украины. 8 октября 2002 года, выступая в Верховной Раде, Андрей Клюев перечислил основные задачи, стоящие перед Украиной в сфере ТЭК: стимулирование энергосбережения, диверсификация источников импортируемых энергоносителей; укрепление энергетической независимости путём рационализации использования собственных энергоносителей и оптимизации структуры потребляемой первичной энергии. Клюев также обратил внимание на недостаточное развитие геологоразведки и качественного развития собственных нефтяных и газовых месторождений.

### Вице-премьер-министр по ТЭК (2003—2004)
В декабре 2003 года Клюев был назначен вице-премьер-министром Украины и возглавил правительственный комитет по вопросам промышленной политики, ТЭК, экологии и чрезвычайных ситуаций. Эти сферы стали основными его зонами ответственности. Ему приходилось иметь дело с очень широким кругом вопросов. Он не только налаживал бесперебойную работу всех отраслей ТЭК — повышал уровень расчётов промышленных и коммунальных потребителей за газ и электроэнергию, следил за балансом обеспечения энергоносителями всех отраслей промышленности, графиками ремонтов энергомощностей, но и занимался достройкой новых атомных блоков. И на всех фронтах удалось добиться тех или иных позитивных результатов. 10 декабря 2003 года Клюев очертил своё видение задач, стоящих перед властью в ТЭК. Несмотря на определённые позитивные тенденции, в частности в реформировании угольной отрасли, по мнению Клюева, требовался системный подход, эффективный менеджмент и управление финансовыми потоками во всем ТЭКе. Далее — обеспечить адекватность расчётов между энергорынком и ТЭС, в частности продолжить внедрение пропорциональной оплаты поставленной энергии. Важной проблемой Клюев назвал и энергетический баланс страны. А среди насущных задач выделил необходимость эффективного целевого использования бюджетных средств, направляемых тем же угольщикам; четкое определение роли угольной отрасли в долгосрочной стратегии развития ТЭК; совершенствование ценовой и тарифной политики; комплексное решение проблемы финансового оздоровления угледобывающих предприятий и создание рыночных условий для конкурентной работы на рынке.
В 2004 году Кабинет министров подписал меморандум с нефтетрейдерами для стабилизации внутренних цен на нефтепродукты, но в 2005 году после «Оранжевой революции» и смены правительства цены снова резко пошли вверх. В августе и октябре 2004 года были достроены и введены в эксплуатацию энергоблоки № 2 Хмельницкой и № 4 Ровенской АЭС. Также были возобновлены работы на долгострое — Днестровской ГАЭС.

### Вице-премьер-министр (2006—2007)
4 августа 2006 года «Антикризисная коалиция» в Верховной Раде образовала новое правительство, в котором должность вице-премьер-министра занял Андрей Клюев. Согласно распределению обязанностей между вице-премьерами он был назначен главой правительственного комитета по вопросам развития отраслей экономики. При том, что он традиционно продолжил заниматься и всевозможными чрезвычайными ситуациями, Клюев сосредоточился на создании структурных системных стимулов для экономического развития. Кроме промышленности и ТЭК, к сфере ответственности Клюева добавился также агропромышленный комплекс и развитие экономических связей со странами СНГ.
Он неоднократно заявлял о необходимости повышения роли авиастроения в украинской экономике. В 2006 году для того, чтобы собрать в единый кулак все предприятия — от конструкторских бюро и производителей комплектующих, до серийных производителей самолётов по его инициативе правительство создало госконцерн «Авиация Украины». В результате планировалось вывести мощного игрока на мировой рынок, который смог бы конкурировать с иностранными гигантами авиаиндустрии и привлекать серьёзные инвестиционные ресурсы. Правда, идея встретила яростное сопротивление директоров отдельных предприятий, которые могли потерять часть самостоятельности и возможности для злоупотреблений. Через суд начало работы нового концерна было заблокировано, и в результате при очередной смене правительства концерн потерял большую часть предприятий и был переименован. Благодаря контролю со стороны Клюева были ускорены работы по созданию нового (на тот момент) самолёта Ан-148. Самолёт уже в феврале 2007 года получил сертификаты государственной Авиационной Администрации Украины и Межгосударственного авиационного комитета. В 2009 году, уже находясь в оппозиции, Андрей Клюев настаивал на возвращении авиации в число государственных приоритетов.
Подобная попытка собрать предприятия отрасли в единый кулак для более эффективного перспективного развития была предпринята и в атомной энергетике. В частности, для ускорения продления срока работы действующих атомных блоков, строительства новых блоков и создания производства собственного ядерного топлива был создан концерн «Укратомпром». Позднее Клюев так описывал создание концерна: 
«В наших планах была консолидация атомной энергетики, промышленности и энергомашиностроения, что также увеличило бы эффективность управления и соответствовало бы мировой практике. Например, General Electric, Alstom, Areva, Mitsubishi и т. д. производят оборудование для всех типов генерации».
 По инициативе Клюева правительство поручило подготовить «Стратегию развития ядерной энергетики». Но 13 августа 2006 года работа концерна была фактически заблокирована президентом Виктором Ющенко через обращение в Конституционный суд.
Идеи создать сильные государственные концерны для получения дополнительных конкурентных преимуществ на внешних рынках Клюев пытался реализовать и в других стратегических отраслях. Началась работа над созданием госкорпорации и в титановой промышленности. В 2006 году после очередной смены правительства трейдеры традиционно начали поднимать цены на нефтепродукты. Чтобы прекратить практику постоянных ценовых торгов и дать бизнесу уверенность в стабильном развитии Клюев предложил участникам рынка дать правительству понимание системы ценообразования. Трейдеры открыли карты, чиновники сделали экспертизу предоставленных затрат и в январе 2007 года формульная методика оценки объективности розничных цен была утверждена правительством. Таким образом, впервые был введён цивилизованный рыночный механизм для справедливого сдерживания ценового роста.
3 ноября 2006 года на заседании правительственного комитета под руководством Андрея Клюева был утверждён баланс производства и потребления электроэнергии на Украине на четвёртый квартал 2006 года и на 2007 год, а также поставлена задача профильному министерству разработать общий топливный баланс страны. Отсутствие на Украине прогнозных балансов много лет не давала возможность даже контролировать текущую обеспеченность экономики топливно-энергетическими ресурсами. Уже не говоря о невозможности адекватно выявлять различные злоупотребления. Клюев на вице-премьерских должностях всегда лично следил за тем, чтобы страна имела достаточные резервы по всем видам энергетических мощностей и ресурсов. 15 июня 2007 года он заявил, что не может понять, как можно без баланса топливно-энергетических ресурсов вообще работать, отметив, что баланс на 2006—2007 годы был разработан в сентябре прошедшего года, а уже в июле текущего года будет завершена работа над балансом таких ресурсов на 2008 год. В конце 2006 года Украина ещё имела достаточные избыточные мощности в электроэнергетике и уже экспортировала часть электроэнергии в несколько соседних стран. Тогда же была достигнута договорённость о возобновлении поставок электроэнергии в Россию. Данные поставки были начаты в ноябре, что дало отрасли дополнительный источник средств.

В 2006—2007 годах Клюев предпринял попытку серьёзно повысить инвестиционную активность в ТЭК. Речь шла о реконструкции и модернизации тепловых электростанций, предприятий теплокоммунэнерго (крупные ТЭЦ), гидроэлектростанций, строительство хранилищ отработанного ядерного топлива и радиоактивных отходов. Среди прочего Клюев снова значительно активизировал достройку Днестровской и Ташлыкской ГАЭС. Клюев выступал за привлечение частного капитала через разумную приватизацию. То есть чтобы у государства остались достаточные рычаги для обеспечения диспетчеризации и стратегического развития энергетики, а также обеспечения энергобезопасности страны. По его словам, в государственной собственности обязательно должны остаться магистральные и межгосударственные энергосети, а также атомная энергетика. Клюев говорил в 2006 году: 
«Остальные объекты нужно приватизировать на все сто процентов. Прежде всего, потому, что энергетика требует огромных инвестиций».
Снова придя в правительство в 2006 году, Андрей Клюев опять вернулся к проблемам строительства основных объектов на Чернобыльской станции — нового саркофага над 4-м блоком, промежуточного хранилища отработанного ядерного топлива (ХОЯТ-2) и завода по переработке жидких радиоактивных отходов. Дело в том, что, несмотря на явное невыполнение предыдущими иностранными подрядчиками своих обязательств, ни правительство Тимошенко, ни правительство Еханурова, так и не решились жестко заявить об этом и решить вопрос по замене подрядчиков. Вернувшись в правительство в августе 2006 Клюев почти сразу провёл жесткие переговоры с ЕБРР и уже 23 сентября был разорван контракт с группой подрядчиков под руководством концерна «Белгатом» (Бельгия, Франция, США, Испания) на строительство завода по переработке радиоактивных отходов. За 7 лет они доказали, что попросту неспособны выполнить этот проект, зато успели втрое увеличить его стоимость. 1 апреля 2007 года после серии длительных переговоров был разорван контракт с консорциумом «AREVA NP» (бывший «FRAMEATOME ANP)» на строительство ХОЯТ-2 из-за того, что подрядчик допустил значительные ошибки в проекте. А уже 17 сентября был подписан новый контракт на завершения проекта ХОЯТ-2 с Holtec International (США). В этот же день был подписан главный контракт на строительство нового укрытия над разрушенным блоком ЧАЭС (т. н. «безопасного конфайнмента»).

Уже в 2010 году вице-президент ЕБРР Хорст Райхенбах позитивно воспринял возвращение Андрея Клюева к координации чернобыльских проектов, заявив: 
«Ваше вмешательство в 2006—2007 годах было очень важно для достижения тех результатов, которые мы имеем на сегодня»
.

### Первый вице-премьер-министр (2010—2012)
11 марта 2010 года Верховная Рада назначила Андрея Клюева первым вице-премьер-министром Украины. На этой должности Клюев отвечал за весь реальный сектор экономики за исключением АПК.

#### Инфраструктурные проекты
Клюев активно контролировал выполнение решений правительства и собственных поручений. Это касалось и серии масштабных инфраструктурных проектов. Однажды в воскресенье Андрей Клюев с премьером Николаем Азаровым без предупреждения приехали на строительство Дарницкого моста в Киеве. Несмотря на обещание чиновников организовать круглосуточные работы, стройка оказалась пустой. После серии выговоров работы пошли быстрее и новый мост в Киеве, пусть и с огрехами, был сдан в срок.

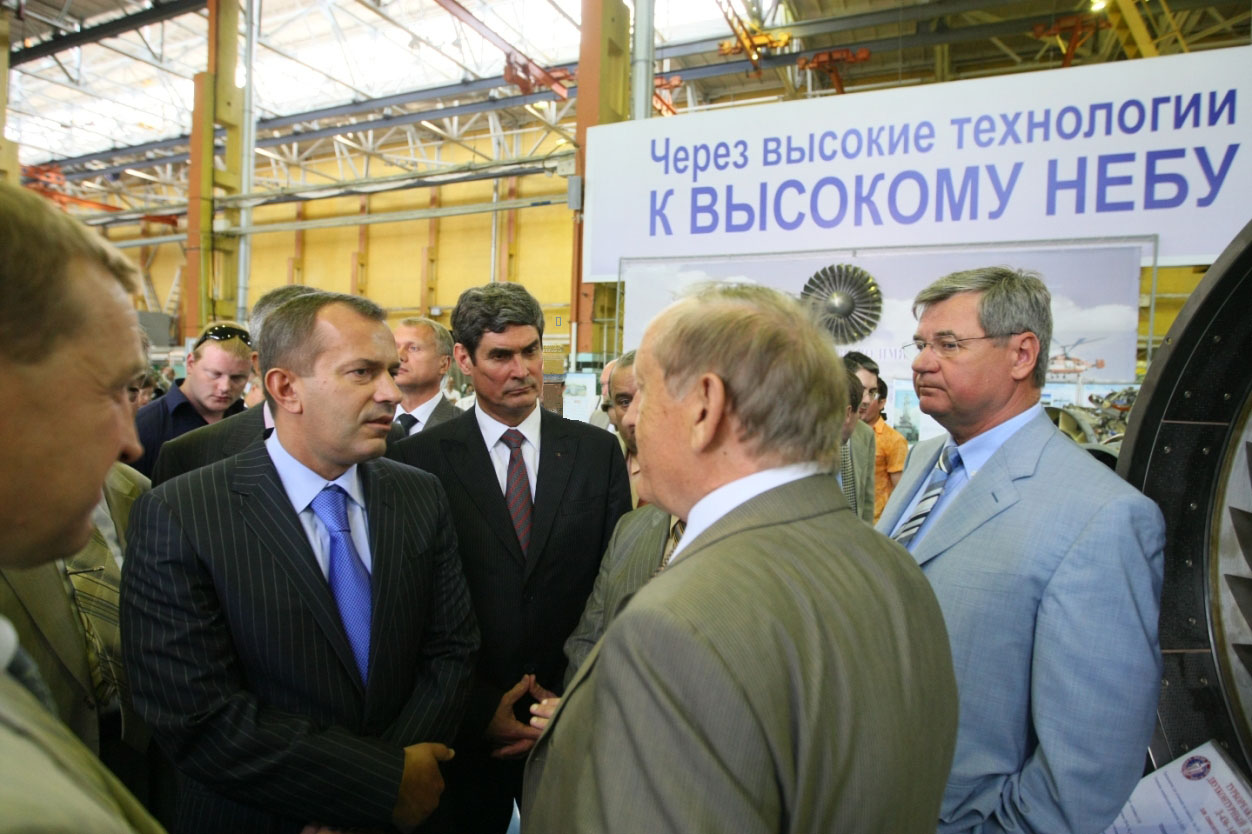
Посещение завода «Моторсич», Запорожье, 4 июня 2010

В 2010 году после стабилизации ситуации в госфинансах, Клюев инициировал решение Кабмина о проведении в каждом регионе расширенных совещаний по решению самых актуальных задач каждой области, а также по перспективам развития. «Мы работаем по каждому из ключевых предприятий, намечаем перспективы развития, определяем те самые точки роста, которые смогут вытянуть за собой весь регион. Мы корректируем планы строительства транспортной инфраструктуры — дорог, мостов, вокзалов, аэропортов, серьёзно начнём решать вопросы ЖКХ», — сказал Андрей Клюев.

В результате, в том числе и усилий Клюева, за 2010—2012 годы было достроено множество объектов инфраструктуры:

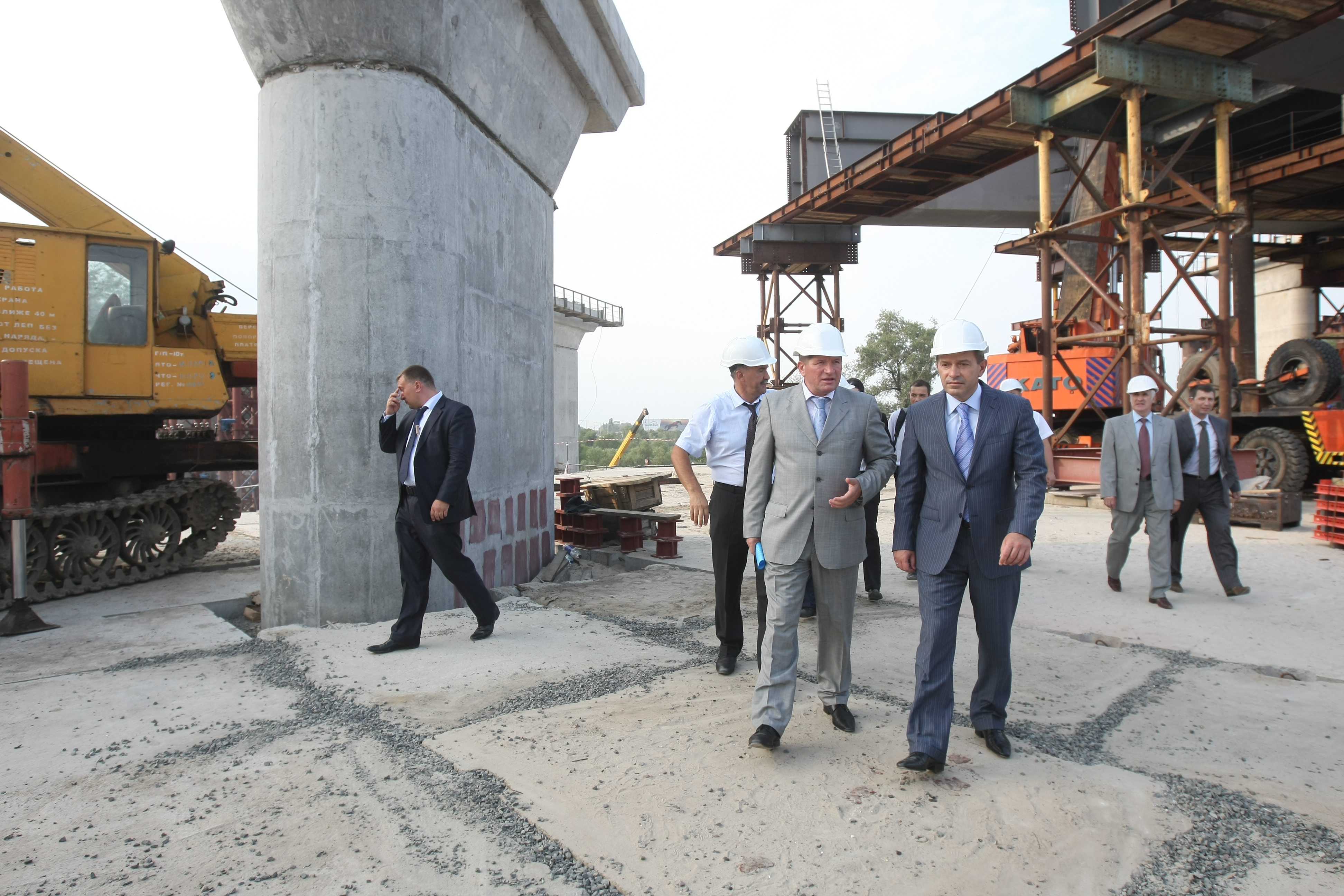
Клюев на строительстве Дарницкого моста в Киеве 10 августа 2010

- В 2010 году первый мост за 20 лет возведён в Киеве (Дарницкий мост).

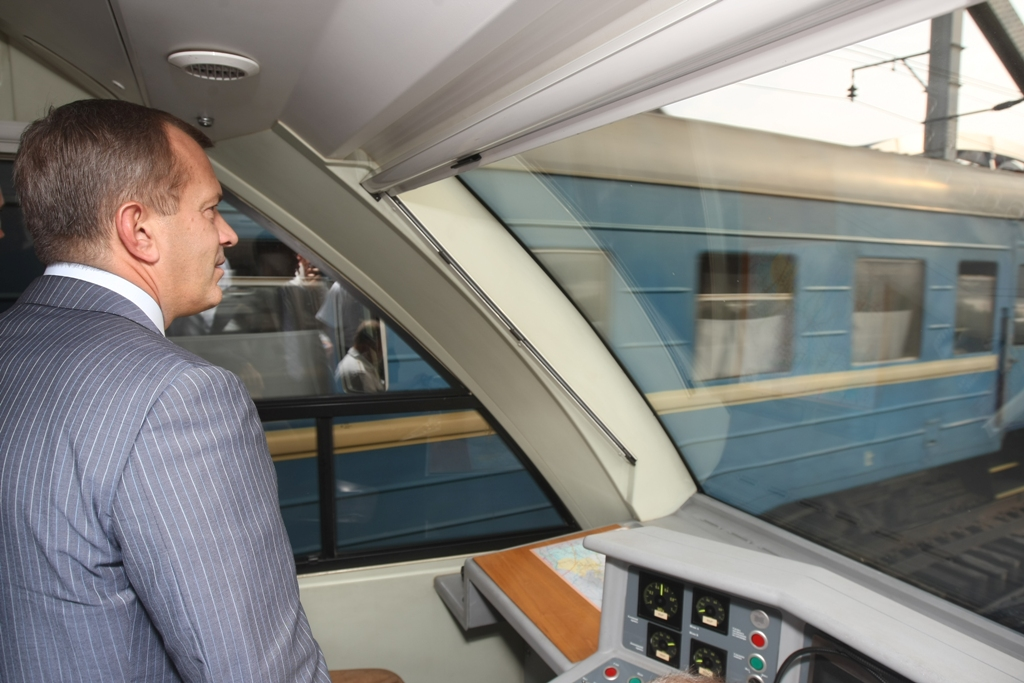
Инспекция железнодорожного участка Дарницкого моста

- В столице Украины достроены и введены в эксплуатацию Гаванский мост, Инспекция железнодорожного участка Дарницкого мостатранспортная развязка на Московской площади, реконструирован и начал работу простаивающий несколько лет скоростной трамвай, заработала городская кольцевая электричка. Построены ряд новых развязок, например, у моста Патона, станции метро «Днепр», на Столичном шоссе. Расширен Жулянский путепровод на Большой окружной. Начаты работы по реконструкции Почтовой площади и продолжено строительство моста на Троещину.
- 3 тыс. км автодорог построено и отремонтировано за 2010—2012 гг. Построены участки объездных дорог вокруг Черновцов, Харькова, Донецка, Симферополя, Днепропетровска, Кривого Рога и ряда других городов. Введены в эксплуатацию автомагистрали: Киев-Харьков, Киев-Львов-Чоп, Киев-Глухов-Бачевск.

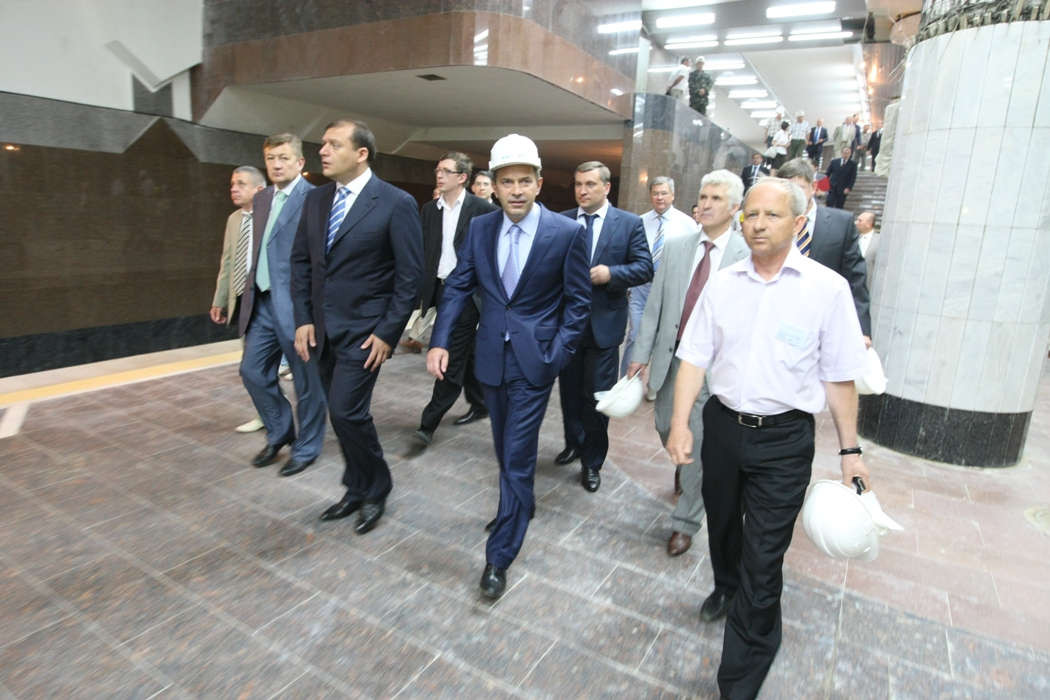
Инспекция строительства новых станций метро в Харькове 10 июня 2010

- Открыто 7 новых станций метро. В Киеве: «Демеевская», «Васильковская», «Голосеевская», «Выставочный центр», «Ипподром». Инспекция строительства новых станций метро в Харькове 10 июня 2010В Харькове: «Алексеевская», «Проспект Победы». Продолжилось строительство новых станцийПроверка строительства нового терминала в аэропорте Борисполь в Киеве 10 августа 2010

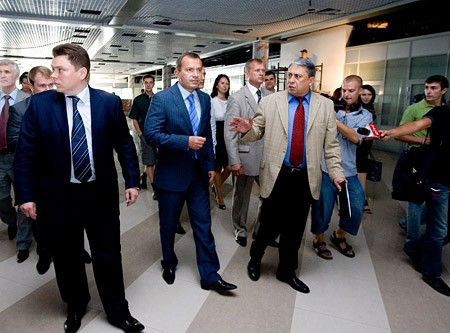
Проверка строительства нового терминала в аэропорте Борисполь в Киеве 10 августа 2010

- Значительно увеличен пассажиропоток через аэропорты Украины. Открыты 13 новых международных маршрутов, привлечены к авиаперевозкам 10 новых международных компаний
- Построены или реконструированы вокзалы Чернигова, Харькова, Макеевки, Фастова и вокзальные комплексы станций Луцка, Донецка, Краснограда, Карловки, Рахова, Сахновщины
- Открыт центр по координации поисково-спасательных операций. Обновлен специализированный спасательный флот: закуплены ледокол, буксиры, аварийно-спасательные катераИнспекция подготовительного этапа строительства нового саркофага на ЧАЭС 23 сентября 2010

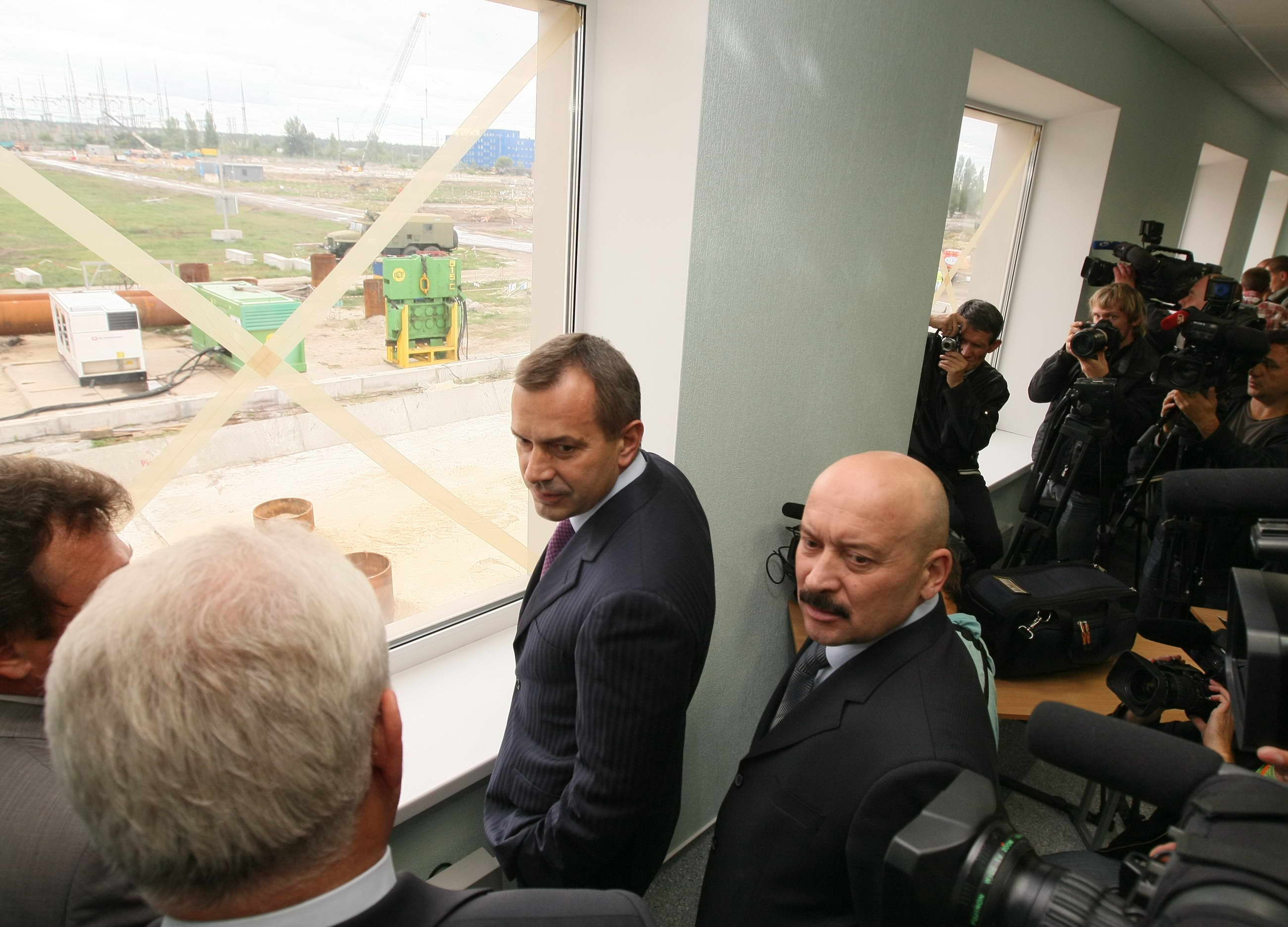
Инспекция подготовительного этапа строительства нового саркофага на ЧАЭС 23 сентября 2010

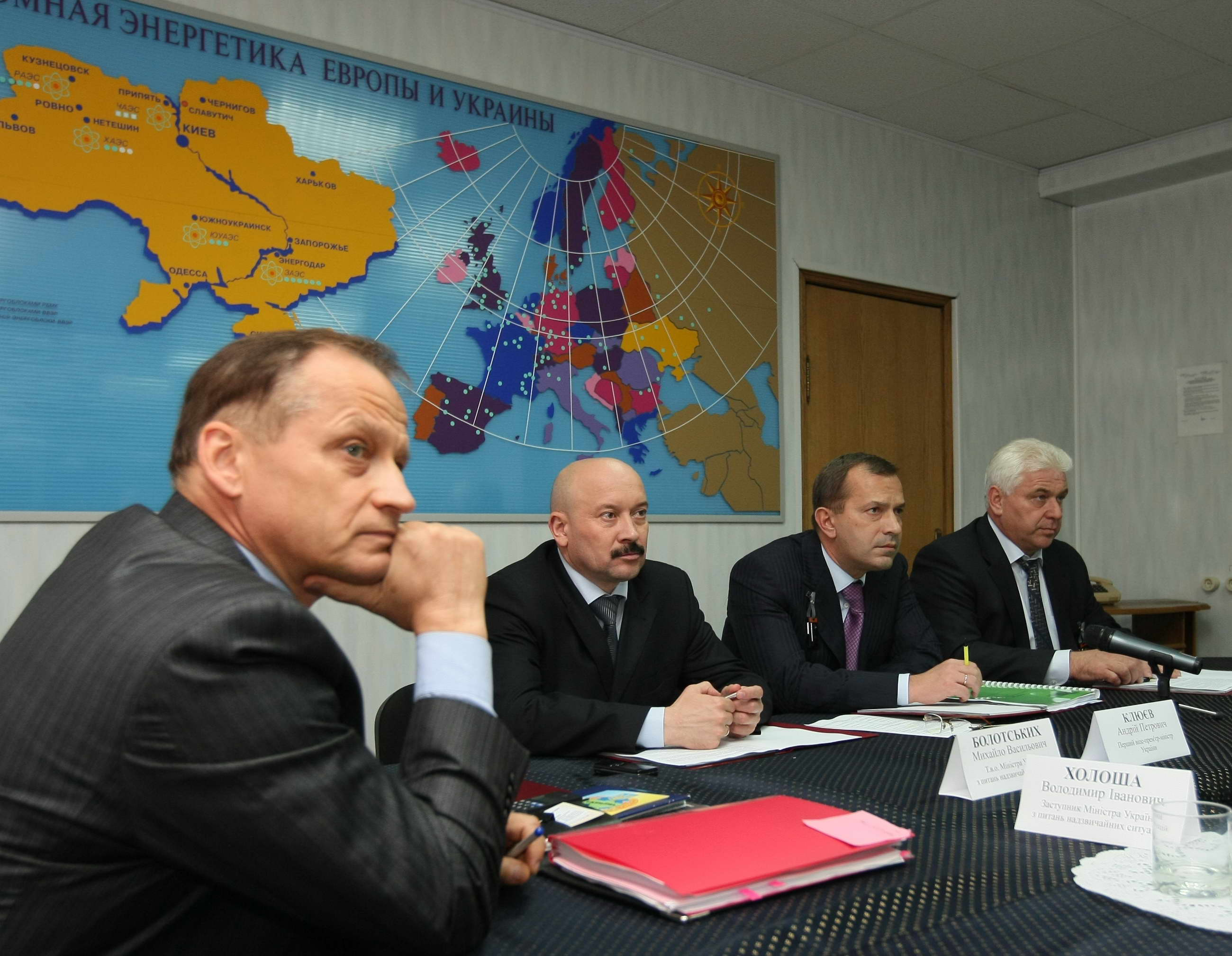
Совещание по реализации чернобыльских проектов 23 сентября 2010

Осенью 2010 года Клюев снова возобновил работу по проектам выведения из эксплуатации Чернобыльской АЭС и превращению её в безопасный объект. 23 сентября 2010 года был начат подготовительный этап строительства нового саркофага. После посещения станции Клюев заявил, что работы идут слишком медленно. «Я дал поручение подготовить сетевой график по каждому объекту, четко расписать реализацию строительного процесса с ответственными и источниками финансирования. Эти графики мы согласуем с ЕБРР и Еврокомиссией. Затем они будут утверждены Кабмином Украины и в дальнейшем — строго контролироваться», — подчеркнул первый вице-премьер.
В 2010 году Клюев продолжил переговоры с ЕБРР. Огромную роль Клюева в реализации чернобыльских проектов тогда публично признал вице-президент ЕБРР Хорст Райхенбах: «С тех пор, когда новое руководство украинского правительства стало контролировать проекты на ЧАЭС, наблюдается ощутимый прогресс в их реализации». «Ваше вмешательство в 2006—2007 годах было очень важно для достижения тех результатов, которые мы имеем на сегодня», — заявил Райхенбах. Еврочиновник напомнил, что именно в 2007 году были подписаны пообъектные контракты по чернобыльским проектам. В результате успешно проведённой в апреле 2011 года международной конференции стран-доноров было собрано дополнительно 740 млн долларов для окончания строительства проектов на ЧАЭС.
В апреле 2012 года было начато непосредственное строительство арки нового саркофага над четвёртым блоком станции.

#### Экономические взгляды и действия
Андрей Клюев последовательно отстаивает идеи, связанные с активной промышленной политикой, важностью создания привлекательного бизнес-климата для ускорения экономического развития.
Систему своих экономических взглядов он изложил в серии статей. В 2009 году в качестве основы экономической политики Клюев предложил «стимулирование инвестиционной активности всеми возможными способами». Среди основных инструментов он назвал упрощение регуляторных процедур, стимулирование кредитования реального сектора экономики, привлечение иностранных инвестиций именно в производство, ограничения для спекулятивного капитала, снижение налогов и государственные инвестиции в поддержку существующих и создание новых отраслей, дающих конкурентную продукцию высокого передела.

Уже 2010 году вступив в должность первого вице-премьера он продолжил: «Создание условий для инвестиций в реальный сектор экономики — одна из ключевых задач правительства». Ещё одним ключевым долгосрочным заданием он назвал изменение структуры экономики Украины в сторону высокотехнологических отраслей. Клюев заявлял: 
«В любом случае необходимо снижать налоги и значительно упрощать условия для бизнеса. Нужно вернуться к позитивному опыту стимулирования инвестиционной активности — Украина должна превратиться в сплошную территорию приоритетного развития».
Часть идей о снижении налогового давления позднее была реализована, в том числе, в новом Налоговом кодексе. С начала 2012 года ставка налога на прибыль предприятий была снижена до 21 %, с 2013 года она составила 19 %, а с начала 2014 должна была снижаться до 16 %. Ставка НДС должна была снижаться с начала 2014 года с 20 % до 17 %. Если ранее количество платежей по налогам и сборам на Украине составляло 135, то после принятия Нового налогового кодекса их осталось 24.
Среди важных среднесрочных задач А. Клюев также назвал судебную реформу, противодействие коррупции и детенизацию экономики. «Мы понимаем, что для системной модернизации промышленности только дерегуляции и хорошего бизнес-климата не достаточно — опыт множества стран показал, что для изменения структуры экономики в сторону высоких технологий нужны целенаправленные государственные усилия», — заявил Клюев.
Позднее он неоднократно заявлял, что при дефиците заёмных средств, крайне важно создавать для инвесторов дополнительные стимулы, чтобы ускорять модернизацию, повышение энергоэффективности и конкурентоспособности украинских производств.
После прихода Клюева в правительство в 2010 году, несмотря на последствия кризиса, разбалансировку работы базовых отраслей промышленности, огромные внешние выплаты и крайне невыгодные для Украины газовые контракты, оставленные предшественниками, удалось избежать дефолта и вытащить экономику из преддефолтной ситуации.
В марте-апреле 2010 года выплаты по внешним долгам превышали доходы бюджета. По словам Клюева, только за апрель—июнь 2010 года погасили по внутренним займам около 15 млрд грн., которые были взяты предыдущим правительством на весьма короткий срок и под невероятно невыгодные проценты. Летом 2010 года ежемесячно погашалось по 5 млрд грн. по внутренним займам. Кроме этого стоимость газа увеличилась почти вдвое и продолжала быстро повышаться, а среднемесячные выплаты за него приблизились к $1 млрд.
Но правительству удалось стабилизировать ситуацию с государственными финансами и начать широкомасштабное инфраструктурное строительство уже в 2010 году.
Андрей Клюев не раз говорил, что среди первостепенных задач правительства, местных и региональных властей создание условий для реализации новых инвестиционных проектов, в первую очередь в сфере реального производства.

На совещании в Харькове в июне 2010 года Клюев сказал: 
«Очень внимательно следует относиться к выбору технологий — предприятия должны ориентироваться на внедрение только современных проектов. А, это означает, что речь должна идти об инвестировании в развитие отраслей 5-го та 6-го технологических укладов».
 По его словам, на сегодняшний день в мировом объёме торговли наукоемкой продукцией часть Украины — лишь 0,1 %, что на порядок меньше, чем часть Польши и на 2 порядка — Германии. Тогда он также отмечал важность повышения качества подготовки и реализации инвестпроектов. «В последние годы из-за крайне низкого качества работы с проектами даже выделенные кредитные средства, в частности, международными финансовыми организациями не были реализованы», — подчеркнул он. Клюев подчеркивал необходимость упрощении процедур предоставления земельных участков для размещения предприятий, подключения к энергоснабжению и коммунальным сетям, а также обустройства инфраструктуры на территориях, где будет размещаться инвестиционное производство.
Клюев настаивал на важности развития машиностроения, как отрасли с высокой добавленной стоимостью. В результате машиностроение стало лидером роста в 2010—2011 годах — увеличение объёмов производства составило почти 17 %.
В таких же пределах росло и сельское хозяйство. По словам Клюева, это результат целенаправленных действий по стимулированию отечественного производителя. Также это способствовало снижению роста цен. В 2011 году он составил всего 4,6 %. За исключением 2002 года, это наименьший показатель за все годы независимости Украины.
Клюев последовательно отстаивал политику импортозамещения, что отразилось в принятии Кабмином программы развития внутреннего производства.

В итоге Андрей Клюев оказал большое влияние на экономическую политику правительства Азарова в 2010—2011 годах, что вылилось в ускорение темпов экономического роста до 5,2 % (в 2011 году). 

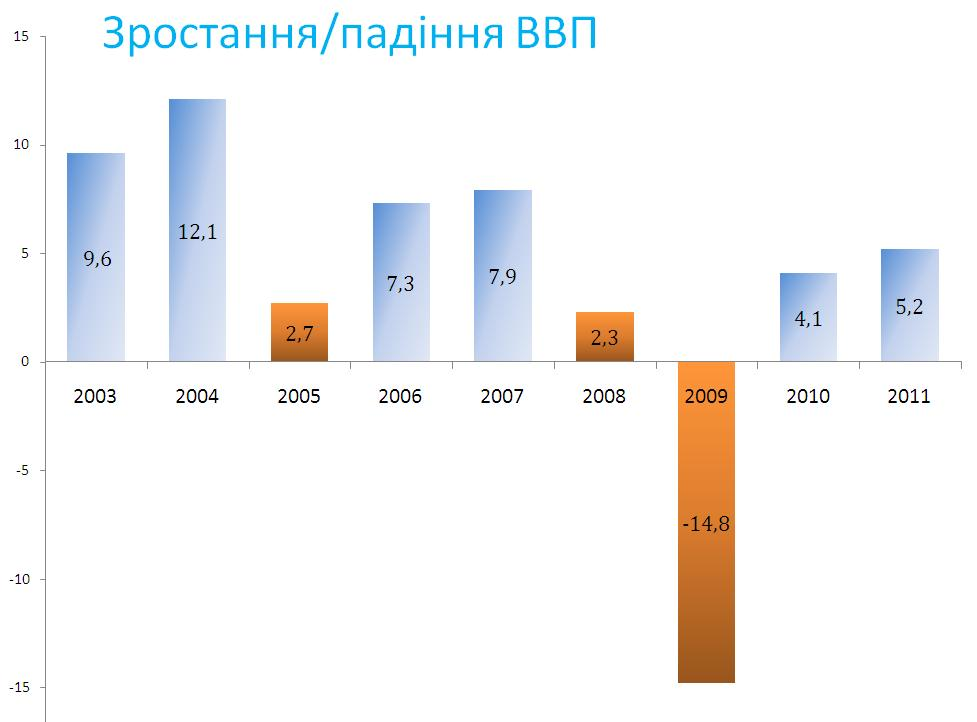
Рост и падение ВВП на Украине

 В те годы, когда Андрей Клюев трижды работал в правительстве на должности вице-премьера, экономический рост ускорялся. Речь идёт в первую очередь, об отражении мировой экономической конъюнктуры, но позитивную роль украинского правительства, а в том числе и Клюева, сложно отрицать. Положительным был и результат деятельности украинских предприятий — только за 10 месяцев 2011 года он составил 97,4 млрд грн., что означает двукратный прирост по сравнению с 2010 годом. Уместно напомнить, что финансовым результатом 2009 года были убытки в объёме 42,4 млрд грн. 

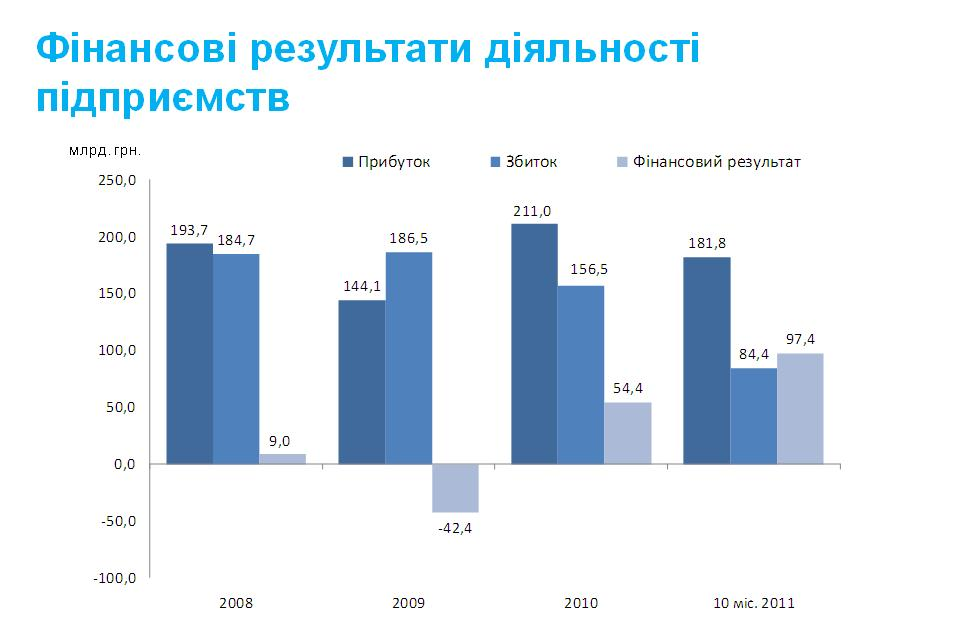
Финансовые результаты деятельности предприятий Украины

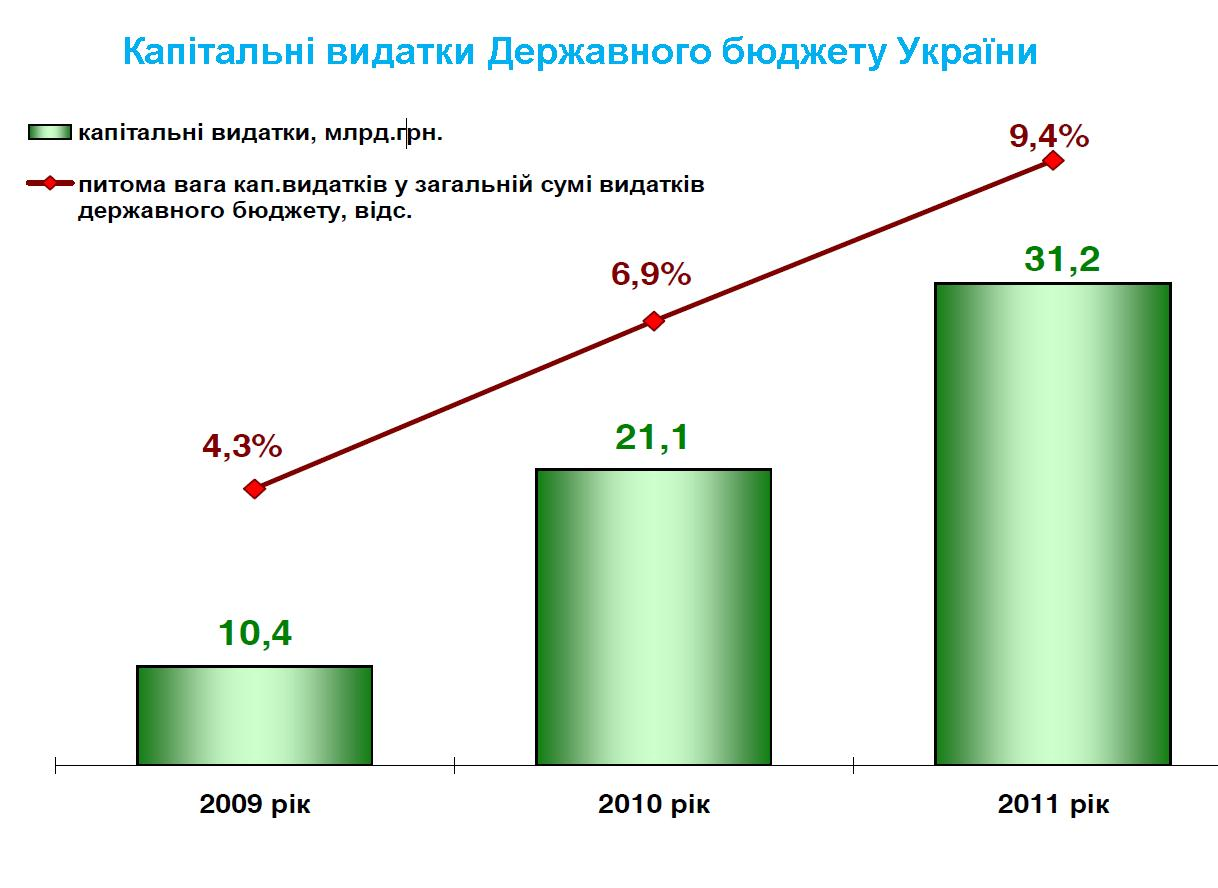
Капитальные расходы Государственного бюджета Украины

 Тогда удалось остановить рост госдолгов. В 2008—2009 года госдолг был увеличен с 71,3 млрд грн. до 230 млрд. — в 3,2 раза. При этом прирост в основном состоял из крайне невыгодных заимствований на короткие сроки и под очень высокие проценты. И если в 2010 году уровень госдолга достиг 29,9 %, то уже в 2011 году он был сокращён до 27,4 % от ВВП страны. Клюев постоянно подчеркивает важность модернизации украинской экономики. Об этом он написал в своей статье в газете Зеркало недели в мае 2011 года. Ключом к модернизации он назвал инвестиции, поэтому важнейшим приоритетом считает радикальное улучшение инвестиционного климата. Важной задачей он также назвал концентрацию ресурсов на развитии приоритетных отраслей. Андрей Клюев написал: 
«Впервые мы делаем ставку не только и не столько на государственные средства, сколько на частный капитал, для которого мы создаем дополнительные стимулы. Таким образом, будут созданы т. н. „точки роста“, которые станут базой для развития сопутствующих отраслей и регионального развития».
 Интеллект и инновации — эти понятия должны действительно стать основой современной украинской экономики, отметил первый вице-премьер-министр. Среди приоритетов он также назвал повышение энергоэффективности экономики, дерегуляцию, борьбу с коррупцией, эффективную кадровую политику и социальный диалог, без которого достичь успеха в проведении реформ очень сложно.
Андрей Клюев неоднократно заявлял о важности постоянного диалога бизнеса и власти в процессе реформ, а также постоянно прислушивался к мнению независимых экономических экспертов. К примеру, в том числе и благодаря участию Клюева в Налоговый кодекс было внесено множество поправок, в частности, и относительно упрощения работы на «едином налоге».
Клюев пытался повысить роль Минэкономразвития и продвигал идеи внедрения качественной системы государственного планирования и прогнозирования. Об этом он говорил на коллегии министерства в 2011 году.

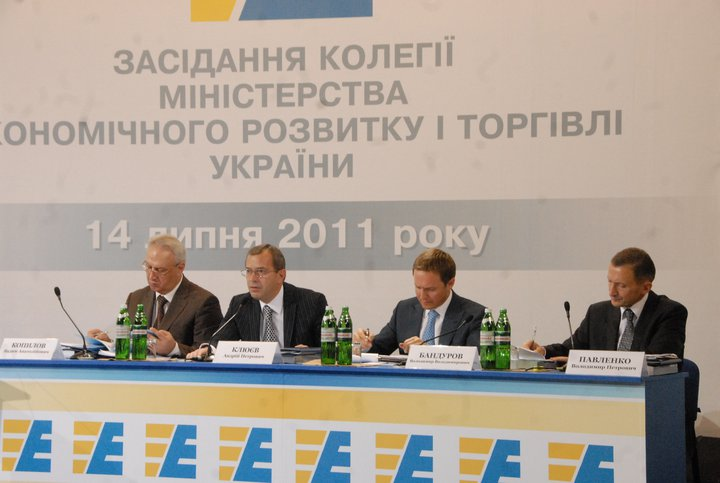
Заседание коллегии Министерства экономического развития и торговли Украины. 14.06.2011

Клюев настаивал на необходимости повышения качества государственного управления, предлагал развивать систему текущих, среднесрочных и долгосрочных государственных программ, которые бы прекратили ручное управление государственными ресурсами. Он заявлял, что государственные программы должны очень четко определять цели и задачи власти в следующем году, содержать конкретные показатели, по которым общество сможет оценить качество её работы в той или иной сфере. И лишь на основе четкого понимания целей и задач чтобы формировался государственный бюджет.
По инициативе Андрея Клюева в конце 2011 года также был принят достаточно прогрессивный обновлённый закон о государственном стратегическом планировании, но из-за невероятного сопротивления внутри власти он так не был введён в действие.
С увольнением Андрея Клюева из правительства в начале 2012 года окружение убедило Януковича в том, что программы социально-экономического развития, разрабатываемые в правительстве с участием регионов, не нужны. В результате все программные инструменты, в том числе влияющие на целевые бюджетные показатели, были сконцентрированы в т. н. Национальных планах, которые готовила Администрация президента. Проще говоря, была сохранена система ручного управления госбюджетом, а также поставлен крест на введении системного государственного планирования.

Клюев старался привлекать талантливых молодых людей к работе во власти, так как понимал важность появления новых энергичных сил для проведения реформ и изменения старой закостенелой системы. Андрей Клюев заявлял: 
«Нам нужны лучшие из лучших — молодые, прогрессивные, амбициозные, владеющие иностранными языками. Именно таким — строить эффективную экономику Украины, участвовать в её модернизации. Нам нужны настоящие патриоты, которые придут с горячим желанием построить успешную страну».
В 2011 году по поручению Первого вице-премьер-министра — Министра экономического развития и торговли Украины Андрея Клюева была начата программа сотрудничества с ведущими высшими учебными заведениями по привлечению перспективных выпускников для работы в государственных органах исполнительной власти. С этой целью Минэкономразвития обратилось к ректорам 9 ведущих вузов, готовящих специалистов в области экономики, с просьбой способствовать отбору лучших выпускников магистратуры, владеющих иностранным языком и закончивших обучение с отличием. По результатам конкурсного отбора в конце 2011 года 15 молодых людей, пожелавших работать в ведомстве, были приглашены к работе в Минэкономразвития.

Даже уйдя из правительства в начале 2012 года в СНБО, Андрей Клюев продолжил настаивать на важности создания благоприятных условий для создания новых и модернизации существующих производств. В результате осенью 2012 года был принят пакет законов о стимулировании инвестиционной активности. Клюев тогда говорил: 
«Все страны, достигавшие значительных успехов в своем социально-экономическом развитии, в том числе и „азиатские тигры“, так или иначе, использовали налоговые и другие стимулы для притока инвестиций именно в приоритетные и перспективные отрасли, которые производят продукцию с высокой добавленной стоимостью. Проще говоря, мы должны стимулировать переток капитала в отрасли, которые могут принести Украине наилучшие результаты. Особенно важно развитие высокотехнологичных отраслей».
 Секретарь СНБО также напомнил, что Налоговый кодекс Украины уже отображал на тот момент ряд приоритетов развития экономики Украины. Там содержались стимулы для сельского хозяйства, индустрии IT-технологий, отельной, судостроительной, космической отраслей, авиастроения, предприятий машиностроения для АПК, производства энергии из возобновляемых источников, внедрения энергоэффективных проектов в различных сферах, а также для отечественного книгоиздания и кинематографии. В 2011 году Клюев продолжил прилагать усилия для объединения разрозненных государственных предприятий в единые холдинги в нескольких стратегических отраслях для упрощения управления, привлечения кредитных ресурсов и получения другие преимуществ на мировых рынках. В первую очередь, речь шла об авиационной промышленности и ВПК. В мае 2011 он так пояснял это в интервью: 
«Такая тенденция наблюдается во всем мире. Создаются вертикально интегрированные компании. Страны с устойчивой экономикой, в частности государства Евросоюза, уже завершили этот процесс. А если взять страны с быстро развивающейся экономикой, допустим, Индию, Китай, то все они идут по пути создания крупных корпораций, как частных, так и государственных, потому что только тогда вертикально-интегрированные компании могут серьезно представлять себя на внешних рынках. Мы тоже должны подумать о том, как занять перспективные для нас ниши на мировом рынке».
Андрей Клюев неоднократно высказывался о важности расширения внедрения инноваций в украинской экономике.

Он много лет пропагандирует экономический патриотизм. В 2009 году, будучи в оппозиции, написал: 
«Вокруг идеи возвращения реальной независимости страны через возрождение национального производства должны объединиться все настоящие патриоты Украины».
В начале 2012 года Клюев в своей статье «Патриотизм, в том числе экономический, должен быть модным» написал:
«Считается, что японский успех основывается на японском экономическом патриотизме. Он выражался не только в потреблении собственных товаров и желании не зависеть от импорта, но и в бережливости. В свою очередь в 1980-х годах американские производители пытались защититься от экспансии японских товаров, выдвинув популярный лозунг: „Будь американцем, покупай американское!“ (Be american, buy american!). Сегодня это актуально для Украины. Я хочу призвать наших граждан: старайтесь покупать отечественные товары. Я обращаюсь к отечественным бизнесменам: отменное качество вашей продукции и передовые технологии сделают её конкурентоспособной не только на украинском, но и мировом рынке».
 Также Андрей Клюев писал: 
«Настоящий патриотизм — это тяжелый труд».

### Первый вице-премьер-министр — Министр экономического развития и торговли (2010—2012)
9 декабря 2010-го была начала админреформа (сокращение состава Кабмина и изменение функций вице-премьеров). К должности первого вице-премьера у Клюева добавилась должность министра экономического развития и торговли.
Зона ответственности Андрея Клюева расширилась на всю экономику и всю внешнюю торговлю. С начала 2011-го в зоне его ответственности были переговоры с ЕС по доработке договора об ассоциации, и в первую очередь, по созданию зоны свободной торговли Украина-ЕС.
Клюев официально возглавлял десятки постоянных комиссий (от межведомственной комиссии по развитию энергетики до Межведомственной комиссии по международной торговле). В 2011 году в службе первого цице-премьера подсчитали, что ежемесячно ему приходится выполнять около 1,5 тыс. официальных поручений Президента, Премьер-министра и Кабинета Министров Украины. Это больше, чем выполняли подобных поручений все министры и вице-премьеры вместе взятые. Клюеву постоянно поручали «подтолкнуть» и непрофильные направления. В 2011-м, когда стало понятно, что в реформе ЖКХ нет результатов, Андрей Клюев был назначен руководителем рабочей группы, которая должна была в короткие сроки наработать проект концепции развития отрасли. В неё вошли специалисты предприятий ЖКХ, меры городов, эксперты. Клюев должен был собрать предложения и передать их на утверждение руководства страны. В первую очередь стали наводить порядок в тарифообразовании и обеспечении учёта и контроля за работой предприятий ТКЭ (теплокоммунэнерго) и водоканалов, ликвидации масштабных коррупционных схем. Первое, что было сделано — централизация регулирования этого рынка (установка счётчиков, создание центрального регулятора, реестра предприятий, определение условий лицензирования и отчетности, создание прозрачных механизмов тарифообразования).
Летом 2011 года Клюев поставил перед рядом министерств и ведомств задачу наработать предложения по развитию отечественной фармацевтической отрасли. Клюев предпринимал усилия по наведению порядка в госзакупках. В 2011 году МЭРТ еженедельно направляло в Генпрокуратуру результаты проверок законности проведения государственных закупок различными министерствами и ведомствами. Он неоднократно декларировал своё крайне негативное отношение к коррупции и рейдерству, которое у него сложилось ещё на пороге 90-х годов, когда у него пытались отобрать его первый завод. 24 октября 2011 года Кабмин возобновил действие комиссии по противодействию рейдерству, назначив Клюева её главой.
9 февраля 2012 года Клюев предложил ввести специальный государственный реестр компаний, физических лиц и судей, которые причастны к рейдерству, и поручил ряду министерств и ведомств подготовить предложения для устранения пробелов законодательства, способствующих рейдерам. Через 5 дней он был уволен с должности первого вице-премьера и главы антирейдерской комиссии.

#### Дерегуляция
Андрей Клюев внёс существенный вклад в дерегуляцию экономики Украины. На должности первого вице-премьер-министра Украины занимался дерегуляцией и улучшеним условий для ведения бизнеса. Несмотря на невероятное сопротивление всей коррумпированной системы, Украина поднялась в рейтинге Всемирного Банка Doing Business на 40 позиций за 2 года (рейтинг, опубликованный осенью 2013 года учитывает реформы, проведённые до мая 2012 года). Частью этого процесса стало начало реформы системы административных услуг в конце 2010 года. В 2011 году Клюев заявил, что эта реформа встречает яростное сопротивление со стороны чиновников на разных уровнях, но оно будет подавлено. Правительство сразу снизило количество платных административных услуг, предоставляемых органами исполнительной власти и подчинёнными им бюджетными учреждениями на 46 %. В 2011 году первый вице-премьер Клюев сказал: 
«Мы значительно сократили количество платных админуслуг — предприятия и граждане больше не должны платить за десятки ненужных справок. В большинстве случаев этой информацией госорганы должны обмениваться между собой в электронном виде. Реестр государственных и административных сервисов становится основой для создания в Украине системы единого „электронного окна“ предоставления государственных услуг».
 Клюев убеждён: необходимо максимально использовать возможности интернет-технологий, чтобы свести к минимуму личное общение граждан с чиновником. В этом случае значительно уменьшаются возможности для коррупции. В этом смысле Клюев постоянно настаивал на важности ускорения введения полноценного электронного документооборота между органами власти для упрощения предоставления гражданам и бизнесу административных услуг.
Под его контролем была начата унификация госреестров. Многие годы различные министерства и ведомства и созданные ими предприятия зарабатывали на администрировании этих реестров, создавая множество проблем для граждан и бизнеса. Минэкономразвития вместе с местными государственными администрациями была проведена инвентаризация административных услуг, которые предоставляются местными органами исполнительной власти и местного самоуправления. Реестр административных услуг начал функционировать в открытом доступе на сайте Минэкономразвития в 2011 году. В результате этой работы был принят новый вариант закона об админуслугах, который был призван максимально упорядочить эту сферу, минимизировать коррупционную составляющую.

##### Упрощение регуляторной среды
В конце 2010 года был принят закон о пересмотре регуляторных актов местного самоуправления, от которых во многом зависела деятельность малого и среднего бизнеса. Было проанализировано более 2 миллионов нормативно-правовых актов. Из 59 тысяч регуляторных актов 35,4 тысячи были признаны вредными для бизнеса. Но местные советы много месяцев всеми правдами и неправдами затягивали их отмену. В результате только с помощью прокуратуры и судов удалось завершить процесс их отмены.

Клюев назвал ревизию местных актов лишь первым шагом и заявлял: 
«Очень важно постоянно следить за регуляторной средой и постоянно поправлять зарвавшихся чиновников на местах. Ведь дело не только в качестве законодательных норм, а в качестве их выполнения. Мы уже приняли десятки законов по упрощению работы бизнеса, но важно, чтобы люди почувствовали изменение отношения к себе чиновников. Поэтому впереди ещё большая работа».
 Клюев также инициировал создание системы постоянного мониторинга актов центральных органов власти для недопущения ухудшения бизнес-климата в дальнейшем.

##### Разрешительная система
В 2010—2011 годах были существенно упрощены разрешительные процедуры. Был законодательно закреплён исчерпывающий перечень документов разрешительного характера (вступил в действие с начала 2012 года). Всем органам власти было запрещено требовать от предпринимателей любые документы, не предусмотренные законом. С 2010 года внедрён «декларативный принцип» в процедуре выдачи разрешительных документов. 130 видов деятельности из 227 стало возможным осуществлять лишь на основании декларации.
С начала 2012 года начал работать механизм «единого окна» — выдача всех разрешений исключительно через Государственного администратора в разрешительном центре. В 2011—2012 годах разрешительные центры были созданы в каждом районе и городе областного значения, а также — в каждом областном центре. Была отменена выдача бумажных справок (выписок) из государственных реестров для получения разрешений. Это сократило время, необходимое для открытия бизнеса.
Была усилена ответственность чиновников за нарушения законодательства в сфере разрешительной системы. Для этого было принято 3 специальных закона. Например, был расширен перечень правонарушений в этой сфере для наказания должностных лиц разрешительных органов.
Введена админответственность за такие возможные нарушения:
- неуведомление или несвоевременное уведомление об отказе в выдаче разрешительных документов, нарушение сроков выдачи, безосновательный отказ в выдаче документов;
- нарушение сроков выдачи документации;
- отказ в выдаче разрешительного документа на основаниях, не предусмотренных законом;
- безосновательный отказ в принятии заявления у предпринимателя по выдаче разрешительных документов;
- выдача разрешительных документов не предусмотренных законом и т. п.

За такие нарушения чиновников должны штрафовать.
Была наработана основа для дальнейшего сокращения количества разрешительных документов.
В результате внесения серии изменений в закон «О разрешительной системе в сфере хозяйственной деятельности» было существенно упрощён процесс их выдачи.

##### Лицензирование
В сфере лицензирования был сокращён почти на треть перечень видов деятельности, подлежащих лицензированию. С целью упрощения процедуры получения лицензий, Кабинет Министров принял постановление, которым сокращён перечень документов, прилагаемых к заявлению о выдаче лицензии для каждого вида хозяйственной деятельности. Вместо этого предпринимателю предоставлена возможность подавать информацию по декларативному принципу. Специальными законами (в конце 2011 года) упрощенна выдача копий лицензий и отменено предоставление выписки из Единого государственного реестра юридических лиц и физических лиц — предпринимателей для получения лицензии. Орган лицензирования должен получать данные из Госреестра самостоятельно.
Была проведена масштабная корректировка законодательства в сфере строительства (Закон Украины «О регулировании градостроительной деятельности»). Кардинально улучшена планировочная документация, максимально упрощена процедура её согласования, сокращено время прохождения. Вся процедура получения разрешительных документов должна занимать для объектов 1-3 категории сложности до 50 дней вместо 416. Было существенно уменьшение количества разрешительных документов и согласительных процедур (с 93-х до 23-х), сокращено в 6 раз время их прохождения, внедрены принципы молчаливого согласия и «единого окна» в строительной сфере.
В сфере упрощения создания и прекращения бизнеса внедрён электронный взаимообмен информацией между всеми участниками государственной регистрации. Возникла возможность осуществлять хозяйственную деятельность без свидетельства о государственной регистрации. Для организации предпринимательской деятельности установлена возможность для юридических лиц создавать уставные фонды в необходимых размерах, и упразднено требование относительно обязательного нотариального оформления документов.

##### Сфера государственного надзора
В 2010—2011 годах была активизирована работа по разработке и утверждению органами власти, которые имеют контролирующие функции, критериев распределения субъектов хозяйствования по степеням риска и перечней вопросов для осуществления плановых мероприятий государственного надзора (контроля) и унифицированных форм актов.
Правительством было принято 57 постановлений, которые утвердили критерии оценки степени риска от осуществления субъектами хозяйствования хозяйственной деятельности. 25 контролирующих органов разработали перечни вопросов для осуществления плановых проверок.
Обеспечен открытый доступ к национальным стандартам — на сайте Госпотребстандарта к 26 технических регламентам размещены перечни национальных стандартов, которые в случае добровольного применения являются доказательством соответствия продукции требованиям технических регламентов.

#### Внешнеполитическая деятельность
На посту первого вице-премьера — министра экономического развития и торговли Андрей Клюев активизировал переговоры по Соглашению об Ассоциации и Зоне свободной торговли между Украиной и Евросоюзом.
По словам некоторых участников переговоров, именно благодаря усилиям Клюева удалось изменить ряд условий Соглашения в пользу Украины.
|  |  |

С 2010 по 2013 года Украина приняла 86 законов и других нормативных актов, которые касаются европейской интеграции. Андрей Клюев вместе с еврокомиссаром Штефаном Фюле создали «матрицу Фюле», таблица в которой отмечались шаги для евроинтеграции, и раз в квартал они встречались в Брюсселе, чтобы отметить те шаги, которые уже были предприняты, и определить, что ещё осталось. В декабре 2013 года Клюев утверждал, что матрица фактически выполнена.

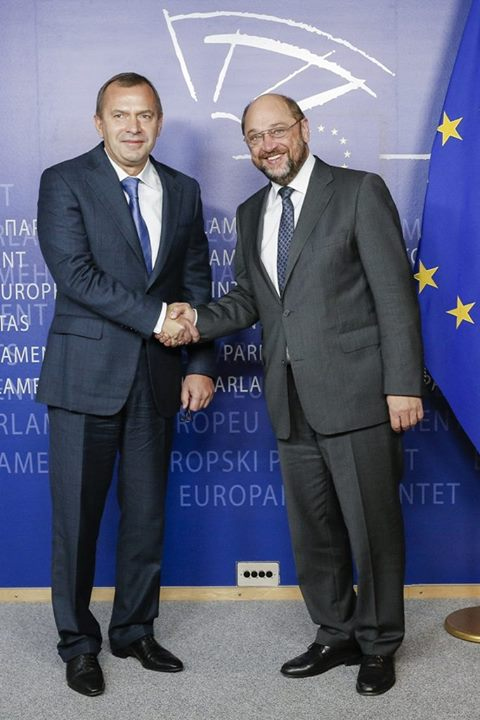
Рабочий визит Секретаря СНБО Украины Андрея Клюева в Брюссель, 18 сентября 2013

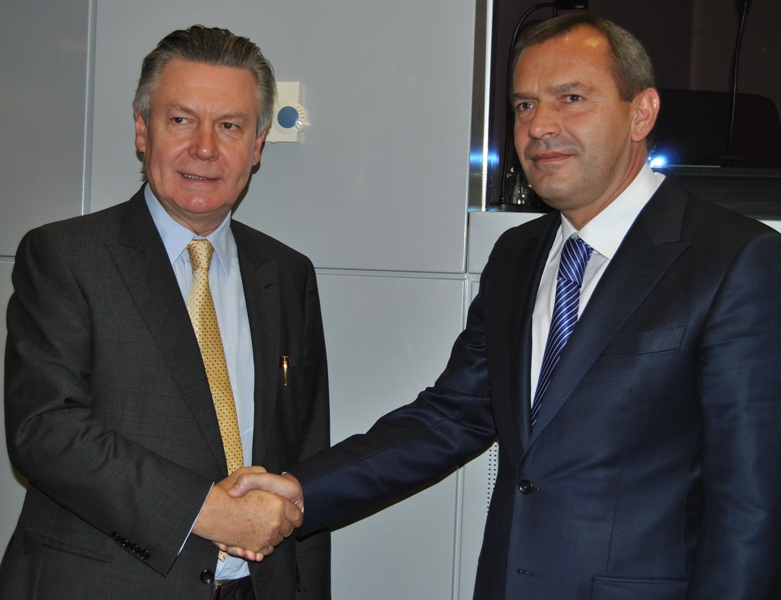
Министр экономического развития и торговли Украины Андрей Клюев на встрече в Брюсселе с членом Европейской Комиссии по вопросам торговли Карелом Де Гухтом, 21 сентября 2011

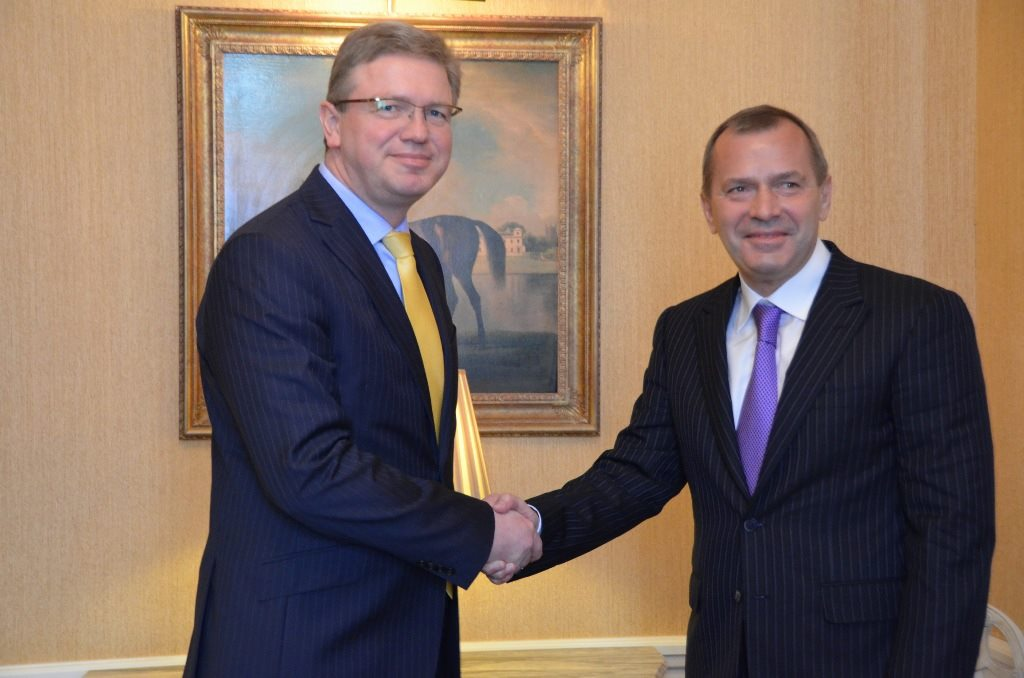
Секретарь СНБОУ Андрей Клюев и Комиссар ЕС по вопросам расширения Штефан Фюле на встрече в Брюсселе 24 апреля 2013 года

В начале 2012 года Андрей Клюев был уволен с должности первого вице-премьера Украины, что расценивалось европейскими экспертами как потеря отношений для Украина-ЕС.
Европейские эксперты давали очень высокую оценку его деятельности в сфере отношений Украина-ЕС и в переговорах по Соглашению об ассоциации.
Эксперт Европейского политического центра Аманда Пол констатировала, что Андрей Клюев был одним из главных переговорщиков с ЕС. «Он проделал очень позитивную работу. Я думаю, что его рассматривали в Брюсселе как преданного украинской интеграции. Клюев смог успешно завершить переговоры по Соглашению об ассоциации».
Эксперт Брюссельского офиса центра Карнеги Ольга Шумило-Тапиола утверждала, что «Клюев был тем единственным номером для ЕС, по которому люди могли и хотели звонить». «C его приходом начало что-то делаться в переговорном процессе по Соглашению об ассоциации», — подчеркнула она.

22 апреля 2013 года депутат Европарламента Павел Коваль, возглавляющий группу сотрудничества с Украиной, высказал уверенность в результативности усилий Андрея Клюева: 
«Я знаю Клюева уже энное количество лет, и мой опыт говорит о том, что если он во что-то включался, то он или не делал этого, или делал на очень высоком уровне результативности. То есть парламентская машина начала работать. И, похоже, стоит просто подождать: с законодательной стороны Украина будет готова (выполнит требования ЕС — Ред.)».

Вице-президент Gorshenin Group Алексей Лещенко: 
«Андрею Клюеву придётся выступить кризис-менеджером в отношениях Украины и Европейского союза. В этом смысле выбор кандидатуры оправдан, поскольку Клюева хорошо знают в Брюсселе и он является понятным переговорщиком для представителей европейских структур. Европейскими политиками и чиновниками он в большей степени воспринимается не как политическая фигура, а как управленец, с кем можно эффективно решать вопросы адаптации украинского законодательства к европейским стандартам и другие технологические вопросы, не касающиеся политики».
В январе 2014 года Андрей Клюев был назначен главой Администрации президента. Немецкий политолог Александр Рар объяснил это назначение как возобновление евроинтеграционных процессов на Украине:
«Клюев фактически уже был вторым человеком в государстве вместе с Азаровым, он пользовался громадным авторитетом в Партии регионов, и он во многом определяет вместе с президентом внешнюю политику. Кроме этого, он был главным „мотором“ власти за подписание Ассоциации с ЕС, так что это ещё и знак для Запада, что евроинтеграция для Украины не закрывается, и с Клюевым на эту тему можно будет говорить. Из всей команды Януковича Клюев для Запада является самым приемлемым и самым известным политиком, с которым будут вестись переговоры».
Параллельно с усилиями по евроинтеграции Украины, Клюев всегда выступал и за тесное сотрудничество с другими соседями и в первую очередь — с Россией. Он публично не раз высказывался за функционирование трёхстороннего украинско-российско-европейского газотранспортного консорциума.
Клюев работал над продвижением украинских товаров на различные рынки, а создание зон свободной торговли с разными странами он считает полезным инструментом.
Клюев приложил свои усилия и к ускорению подписания соглашения о зоне свободной торговли в рамках СНГ, на чём неоднократно настаивала Украина ещё с середины 1990-х годов. Он подчеркивал, что для Украины важна свободная торговля со странами СНГ без изъятий и ограничений.
При этом Клюев не раз заявлял, что функционирование ЗСТ СНГ не противоречит созданию зоны свободной торговли Украиной и Евросоюзом. Это подтверждали и представители Еврокомиссии.
В 2012 году Андрей Клюев сообщил, что Украиной также велись консультации или осуществлялась подготовка проектов соглашений о свободной торговле с Канадой, Израилем, Марокко и другими перспективными торговыми партнёрами. По его словам, заключение договоров о свободной торговле с рядом новых стран обеспечит улучшение доступа к важным рынкам товаров, устранив ряд тарифных барьеров. В частности, со стороны Канады предусматривается снижение среднеарифметической ставки импортной пошлины с 4,7 % до 1,7 %, Марокко — с 21,4 % до 1,4 %, Египта с 17,3 % до 2,1 %, Сербии — с 9,4 % до 0,4 %.
Клюев выступал за расширение сотрудничества в рамках СНГ, в первую очередь, экономического. Он постоянно искал возможности для снятия барьеров в отношениях с Таможенным союзом.
В правительстве Клюев ежедневно занимался множеством проблемных вопросов в отношениях Украины с рядом других стран. К примеру, после перехода Клюева из правительства в СНБО в феврале 2012-го как раз начались публичные проблемы в белорусско-украинских отношениях, касающиеся качества белорусской продовольственной продукции. Бывший посол Украины в Беларуси Роман Бессмертный: «Момент этих дискуссий пришёлся на период, когда в правительстве человек, который руководил двусторонней комиссией с украинской стороны, перешёл на другую должность — это Андрей Петрович Клюев». Бессмертный напомнил, что «ранее много подобных вопросов решались в рабочем порядке между первым вице-премьером белорусского правительства Семашко и первым вице-премьером украинского правительства Клюевым».

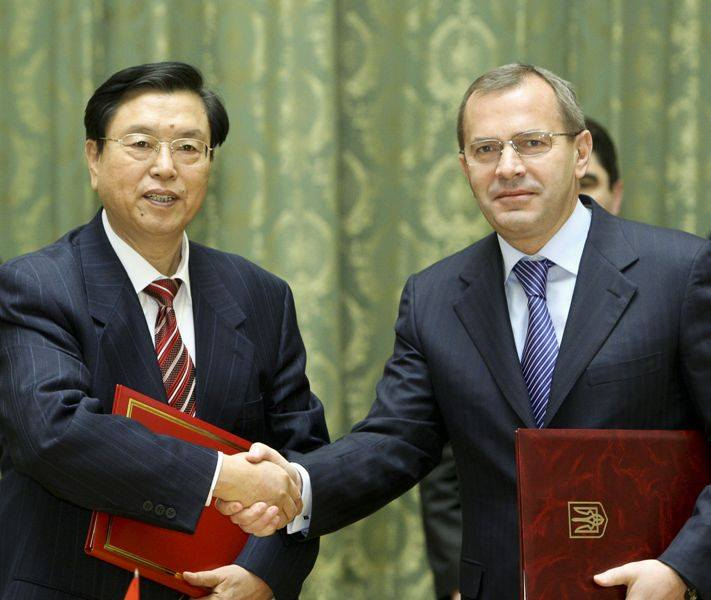
Министр экономического развития и торговли Украины Андрей Клюев и вице-премьер-министр Госсовета КНР Чжан Дэцзян на подписании соглашения о создании Комиссии по сотрудничеству между правительствами Украины и Китая, 20 апреля 2011

Андрей Клюев занимался и развитием отношений Украины с Китаем. Многие годы двусторонняя межправительственная комиссия существовала, но практически не работала (с китайской стороны её возглавлял лишь заместитель министра коммерции). В 2011 году её возглавили первый вице-премьер Украины и вице-премьер Госсовета КНР, и в течение года состоялось 2 заседания. Менее чем за год КНР посетили несколько украинских делегаций во главе с президентом, премьером и первым вице-премьером, а Украину посещали вице-премьер Госсовета Китая и лидер китайского государства. Был создан Украинско-китайский деловой совет, в который вошли четыре сотни ключевых бизнесменов двух стран.
Доктор экономических наук Алексей Плотников так описал вклад Клюева в украинско-азербайджанского сотрудничество:
«С Азербайджаном практически анекдотическая ситуация. Когда в 2010 году тогдашние сопредседатели украинско-азербайджанской комиссии первый вице-премьер-министр Украины Андрей Клюев и первый заместитель Премьер-министра Азербайджанской Республики Ягуб Эюбов встретились в Киеве на её очередном заседании, оказалось, что предыдущее — проводили они же ещё в 2006 году, а перед тем — в 2004 (сопредседателем с украинской стороны был также Андрей Клюев). Чтобы наверстать упущенное, за 2010 год было проведено два заседания этой комиссии. За это время Президенты двух стран встречались уже трижды. И результаты говорят сами за себя. За 2010 год товарооборот между Украиной и Азербайджаном вырос на 84 %, продолжается уверенный рост и в текущем году. Возобновлены поставки в Украину каспийской нефти. Начата огромная работа по обеспечению поставок в нашу страну сжиженного газа. Достигнуты договорённости о ряде совместных инвестиционных проектов».

#### Чрезвычайные ситуации
На должностях вице-премьера (2003—2004 и 2006—2007) и первого вице-премьера (2010—2011) в компетенцию Андрея Клюева входила также «ликвидация последствий чрезвычайных ситуаций, в том числе на ЧАЭС, и промышленная безопасность». Когда происходили крупные аварии или катастрофы Клюев уже через считанные часы был в этой точке Украины. До проведения оперативного совещания со всеми службами, он лично посещал место происшествия. А если речь шла о крупном пожаре или наводнении, то облетал на вертолёте все самые сложные участки, чтобы адекватно оценить обстановку и принять эффективные решения по распределению человеческих, технических и финансовых ресурсов.
Клюеву пришлось координировать ликвидацию последствий пожара на артиллерийских складах, произошедших в мае 2004 года в Новобогдановке Мелитопольского района Запорожской области.
Вернувшись в правительство в 2006 году, он достаточно жестко раскритиковал руководство МЧС и Минобороны (представлявшее тогда президента Ющенко) за невыполнение прошлых правительственных решений и допущение повторения пожаров в 2005 и 2006 годах. Тогда он поручил специальной правительственной комиссии провести комплексную проверку состояния взрывоопасности арсеналов Министерства обороны, а также проверить систему оповещения и реагировании на чрезвычайные ситуации и эффективность взаимодействия армейских служб с местными властями. Клюев настаивал на создании системы, которая бы предотвращала взрывы на воинских складах.
Вернувшись в правительство в 2010 году, Клюев вернулся к этой проблеме, так как катастрофа повторилась и в 2008 году — тогда произошёл ещё один крупный пожар и взрывы боеприпасов на огромной территории воинской части А0829 в городе Лозовой Харьковской области. 

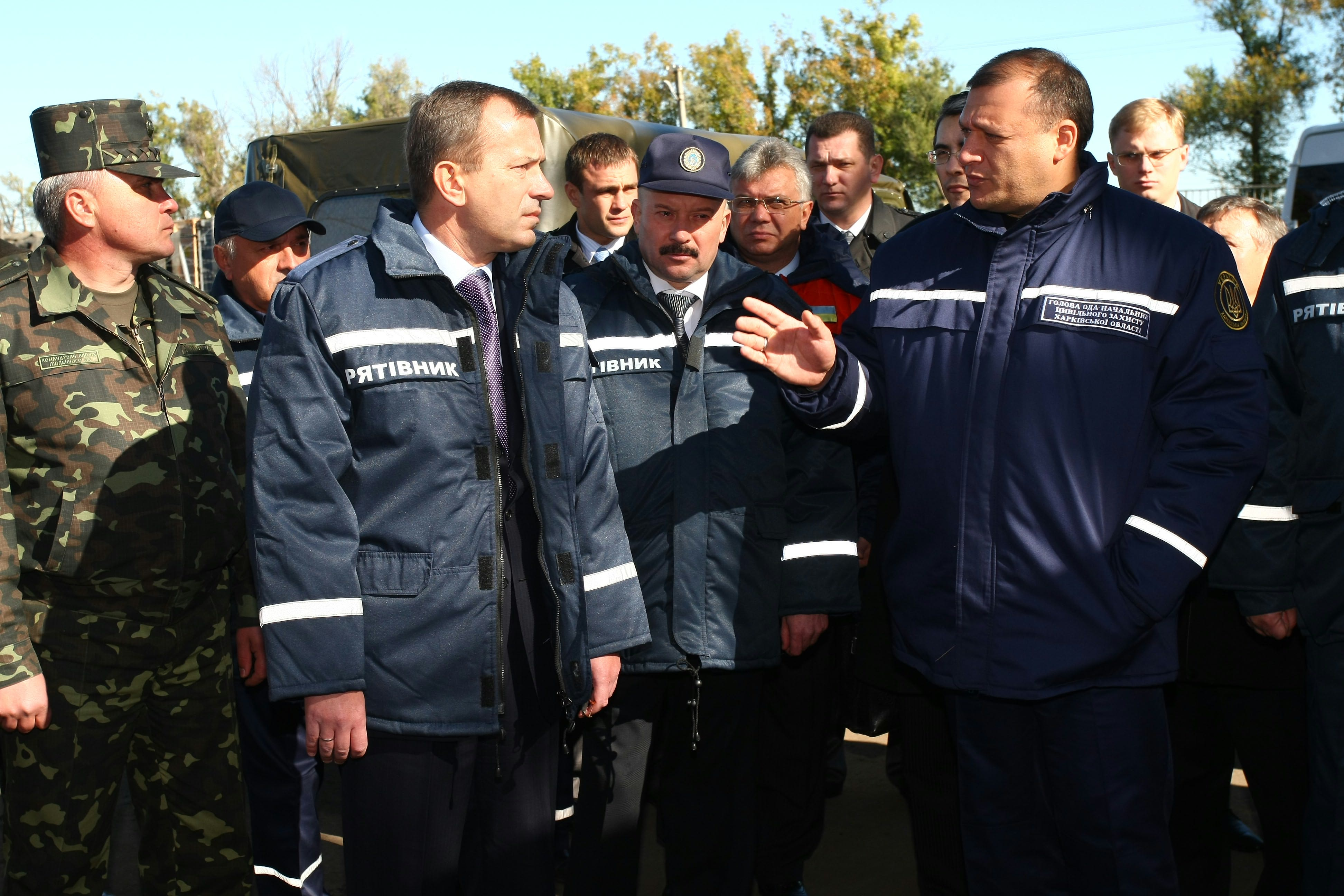
Клюев в Харьковской области 14 октября 2010

Клюев заявил, что «за последние 2 года фактически ничего там сделано не было». Он поручил ускорить утилизацию устаревших боеприпасов, а также выделить квартиры 114 семьям военнослужащих, которые продолжали проживать на территории опасных арсеналов. Клюев постоянно контролировал выполнение правительственных поручений и лично проверял ход работ на арсеналах в Лозовом.
Клюев и в более сложных случаях не боялся выйти и посмотреть в глаза простым людям. К примеру, 18 ноября 2007 года после одной из крупнейших аварий на шахте имени Засядько. Тогда в результате взрыва метана погибло 106 горняков и ещё 108 пострадали. Вот что пишет об этом известный донецкий журналист, писатель и краевед Евгений Ясенов: «Через несколько часов на шахте уже был вице-премьер Андрей Клюев. Он координировал спасательные работы и взял на себя неблагодарную задачу общаться с родственниками тех, кого взрыв застиг под землёй, — отчаявшимися или разъярёнными. Фактический глава шахты Ефим Звягильский на люди не вышел, хотя его и очень ждали».
Клюев настаивал на предупреждении чрезвычайных ситуаций. Это касалось и подготовки ЖКХ и предприятий топливно-энергетического комплекса к следующему отопительному сезону. «15 апреля заканчивается отопительный сезон, а уже 16-го мы должны по всей стране начать подготовку к новому», — заявил Андрей Клюев весной 2010 года.
Когда метеорологи давали прогнозы крайне низких или высоких температур или сильных паводков, он обычно тут же собирал совещания по подготовке всех служб к возможным стихийным бедствиям. Так было и в начале 2010 года, когда в ряде регионов страны прогнозировался значительный паводок. Через неделю после назначения Клюева на должность первого вице-премьер-министра он создал всеукраинский штаб по противодействию последствиям стихии.

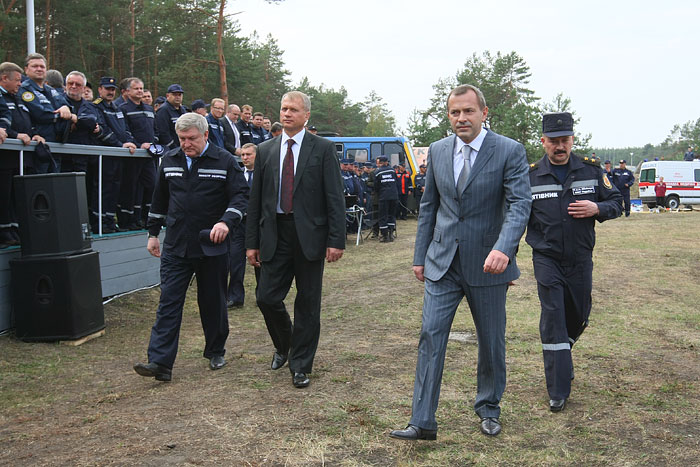
Клюев во время учений по гражданской обороне 16 сентября 2010

Явное несовпадение темпов работы Клюева и чиновников на местах проявились в ходе ликвидации последствий наводнения на Буковине. В ночь с 28 на 29 июня 2010 года в результате сильнейших дождей были подтоплены почти 4 тысячи домов, 7,5 тысяч приусадебных участков, многие люди остались без света и газоснабжения, были разрушены мосты, размыты дороги, остановлено железнодорожное сообщение. Во вторник 29 июня Клюев, как руководитель оперативного правительственного штаба, уже облетел повреждённые территории, лично осмотрел наиболее повреждённые объекты. После этого он провёл заседание штаба и поставил задачи всем министерствами и ведомствам. На следующий день Клюев принял участие в заседании правительства, которое приняло решение о выделении денег на ликвидацию последствий бедствия. Снова облетев все проблемные участки устроил настоящий разгром чиновникам, которые как оказалось, не спешили выполнять поручения. «Я увидел потемкинские деревни … Мне кажется, что в этом зале людей больше, чем работает на разрушенных объектах. Если работа будет так проводиться и дальше, то я до каждого доберусь», — заявил Клюев. На заседании штаба несколько местных чиновников и один руководитель центрального уровня получили выговоры, а позже — были уволены.
Организационные усилия Клюева привели к значительному снижению опасности для граждан и убытков экономики Украины от массовых пожаров в засушливые летние месяцы 2010 и 2011 годов. К летней жаре начинали готовиться ещё в конце зимы. К примеру, был заключён контракт на зондирование земли со спутника, которое впоследствии позволило выявлять очаги возгорания в режиме реального времени и оперативно направлять для их подавления силы и средства МЧС и других служб. Спутниковые технологии позволили оперативно гасить очаги возгорания и прогнозировать опасные участки, правильно распределяя государственные ресурсы. В 2011 году заранее приобрели дополнительную пожарную технику. В конце июня были введены ограничения на нахождения людей в лесах, был откорректирован охотничий сезон, проводилась разъяснительная работа среди населения, заранее состоялись учения всех составляющих системы гражданской обороны. Украине, в отличие от соседней России, удалось на порядок снизить урон от стихии.
В отличие от других политиков, которые лично принимали участие в тушении пожаров перед телекамерами исключительно для самопиара, Клюев в случае чрезвычайной ситуации думал только о том, как оперативно организовать работу по её ликвидации. В кризисных ситуациях он забывал о собственном имидже, и почти никогда не брал с собой ни пресс-секретаря, ни тем более телегруппу, как это часто делают другие политики.

#### Энергетическая независимость Украины
Андрей Клюев много лет отстаивал идеи энергетической независимости Украины. Харьковские соглашения с Россией о получении десятилетней скидки на газ Клюев назвал вынужденной мерой: «Это очень относительная передышка». Он заявил, что за это время Украины должна максимально развить собственные источники энергоресурсов.
30 сентября 2011 года он написал в «Зеркале недели»: «Наша экономика слишком энергоемка. Цена российского газа чрезвычайно высока. Поэтому, во-первых, мы должны максимальное внимание уделять энергосбережению во всех без исключения отраслях экономики. Практически все приоритетные инвестпроекты по модернизации предприятий содержат в себе энергоэффективную составляющую. Во-вторых, мы должны активно развивать возобновляемые источники энергии. В-третьих, поставлена задача в сжатые сроки максимально увеличить добычу углеводородов — собственных нефти, газа, угля. Ведётся активная работа с рядом международных компаний. Сегодня это Shell, Chevron, ExxonMobil, Halliburton, Eni, „Лукойл“, некоторые другие. Началась модернизация отечественной добывающей отрасли. Речь идёт о развитии месторождений на шельфе Чеёрного и Азовского морей, добыче сланцевого газа, газа из твердых пород, газа-метана, сопутствующего угольным месторождениям».
Благодаря участию Андрея Клюева за 2010—2011 год Украина добилась определённых успехов в укреплении свой энергонезависимости:
- С 40 до 27 млрд м3 снижена закупка дорогого импортного газа за счёт перехода на другие виды отечественного топлива и внедрения энергосберегающих технологий[170][171].
- В 2011—2012 годах были достигнуты договорённости с рядом крупнейших международных корпораций по добыче на территории Украины природного и сланцевого газа, а также газа-метана (Shell, Chevron, ExxonMobil, OMV Petrum, Eni, Electricite de France и другими). Клюев лично начинал переговоры с большинством из этих корпораций[172][173][174][175].
- Начала увеличиваться собственная добыча газа частными и государственными компаниями[176][177][177][178][179].
- Активизировано строительство новых линий электропередач[180][181][182][183][184][185][186].
- Начата модернизация тепловой энергетики для повышения её эффективности и надёжности и перехода на отечественный уголь. За 2010—2011 года модернизировано 8 энергоблоков ТЭС (за предыдущие 18 лет — всего 6)[187].
- Повышена безопасность работы АЭС. Началась подготовка к строительству двух новых блоков. Одобрен проект строительства завода по производству топлива для атомных станций[188][189][190].
- В течение двух лет Украина увеличила добычу угля, который частично заменяет газ, на 10 млн тонн[191].
- Достигнуты договорённости о будущем строительстве на Украине нескольких заводов по переработке угля в синтетический газ, что должно сэкономить до 4 млрд м³ природного газа в год[89][192][193][194].

### Секретарь Совета национальной безопасности и обороны Украины (2012—2014)
С 14 февраля 2012 года Секретарь СНБО. Президент Украины Виктор Янукович несколько позднее в том же месяце прокомментировал это назначение так: «Секретарь Совета национальной безопасности и обороны — это исполнительная должность. Это конституционная должность, она не ниже, чем должность первого вице-премьера, не ниже». По свидетельству народного депутата Андрея Пинчука, новое назначение не расстроило Клюева, а наоборот воодушевило, комментируя его переход в СНБО А. Пинчук отметил, что главным вызовом, стоящим перед страной в настоящий момент, является вопрос энергетической безопасности. «Клюев — это очень давний и верный помощник Януковича, который был неразлучен с ним», — охарактеризовал его Степан Гавриш (2012), назвав его «одним из наиболее активных акционеров группы „старых донецких“», при том что «Клюев, которого я давно знаю, — человек, который никогда не демонстрировал самостоятельных независимых амбиций». Со вступлением в должность секретаря СНБО, объявил, что президент Украины поставил задачу вернуть СНБО роль главного центра подготовки и сопровождения государственных решений в сфере национальной безопасности.
Объявил, что мир стоит на пороге новой НТР. Заявил, что «диалог с обществом… очень важен. Власть и общество должны одинаково понимать национальные интересы нашей страны. Только совместно нам удастся их эффективно защищать».
С самого начала Клюев серьёзно отнеся к повышению качества работы Совбеза. «Крайне жесткая внешняя „среда обитания“ не оставляет Украине выбора — если мы хотим состояться как современное, успешное, высокоразвитое государство, мы просто обязаны в кратчайшие сроки найти достойные ответы на стоящие перед нами вызовы», — написал Клюев в статье в «Зеркале недели». Он попытался привлечь в аппарат новых профессионалов. В своих комментариях и статьях он поставил перед собой задачу сделать аппарат СНБО неким «мозговым центром», площадкой для согласования решений по защите национальных интересов. В подтверждение своих слов Андрей Клюев неоднократно подключал к обсуждению того или иного вопроса независимых экономистов, юристов, политологов, социологов, экспертов в области безопасности, здравоохранения, экологии, демографии и т. д. Существенно был усилен экономический департамент СНБО, так как вопросы экономической и энергетической безопасности Клюев считает одними из самых важных в современных условиях. И тут он продолжил воплощать в жизнь свои идеи о важности стратегического планирования и долгосрочного прогнозирования.
16 марта 2012 года для координации работы органов власти и разработки госполитики в оборонной сфере при СНБО был создан Комитет по реформированию и развитию Вооружённых Сил Украины и оборонно-промышленного комплекса. Клюев добился согласования и утверждения новых редакций основополагающих документов государства в области безопасности и обороны. 8 июня 2012 года были утверждены новые редакции Стратегии национальной безопасности Украины и Военной доктрины Украины. А 29 декабря 2012 года — Стратегического оборонного бюллетеня. На основе этих стратегических документов была принята Концепция и реформирования и развития Вооружённых Сил Украины. Несмотря на эти усилия, программа реформирования армии была утверждена только к осени 2013 года. 21 июня 2012 года Клюев потребовал от правительства безотлагательных и решительных действий по спасению отечественного военно-промышленного комплекса. В 2012 году были решены наиболее острые вопросы, связанные с долгами (в том числе по зарплате) копившиеся многие годы на предприятиях ВПК. Несмотря на формальное создание госконцерна «Укроборонпром» ещё в конце 2010 года, из-за сопротивления отдельных чиновников и директоров заводов предприятия комплекса были реально собраны под единым руководством только концу 2012 года, когда Клюев стал заниматься этим вопросом.
Модернизацию украинской армии Клюев назвал одним из ключевых приоритетов в сфере государственной безопасности. «На протяжении ближайших 10 лет необходимо переоснастить армию современным вооружением. В условиях дефицита государственных средств важно не только прилагать усилия для значительного увеличения финансирования перевооружения, но и повышать эффективность использования государственных средств», — сказал Андрей Клюев. И первые усилия дали определённые результаты — ускорилось оснащение украинской армии новыми образцами вооружения и техники.
Когда подготовка Украины к чемпионату по футболу Евро-2012 вышла на финишную прямую оказалось, что в вопросах безопасности существуют огромные проблемы. Андрей Клюев добился создания механизма для быстрого их решения. 16 марта 2012 года президентским указом аппарату СНБО была поручена координация работы по обеспечению всех вопросов безопасности Евро-2012. В кратчайшие сроки была развернута большая работа — от недопущения проникновения на Украину профессиональных нарушителей порядка до защиты воздушного пространства от возможных террористических проявлений. По словам Клюева, эта работа выявила на Украине кучу проблем, решение которых было необходимо вне зависимости от проведения конкретного массового мероприятия. Именно по его инициативе были сделаны ряд изменений в законодательство, существенно обновлены некоторые технические средства контроля национального воздушного пространства, значительно увеличено количество учений по взаимодействию различных силовых органов, спасательных и медицинских служб в чрезвычайных ситуациях. Накануне начала финальной части Евро-2012 Клюев сказал: "Очень важно, чтобы до конца Евро-2012 никто особо и не заметил этой масштабной работы. Только тогда её можно будет оценить на «отлично».
Андрей Клюев также осознал глубину проблем в системе правоохранительных органов Украины и настаивал на их скорейшем реформировании. Он добился создания 6 апреля 2012 года соответствующего Комитета. Клюев заявлял, что серьёзные результаты борьбы с коррупцией возможны только при эффективной реформе правоохранительной системы. Было подготовлено несколько варрантов концепций реформирования. Однако сопротивление внутри силовых ведомств и борьба за полномочия между ними, а также и блокирование реформы со стороны администрации Президента привело к тому, что несмотря на наличие многих предложений, так и не было проведено ни одно заседания Комитета по реформе. И только после того как со стороны ЕС были озвучены требования ускорить реформу силовых структур ситуация сдвинулась с мертвой точки. Лишь 8 ноября 2013 года парламент принял в первом чтении законопроект о реформе органов прокуратуры.
Клюев попытался значительно активизировать борьбу с коррупций, так как считал её одной из ключевых угроз для национальной безопасности Украины. «Её искоренение, пожалуй, самая важная задача украинской власти. Для этого нам нужно действовать системно и слаженно — отдельно взятые институциональные, законодательные и даже карательные меры дают очень мало», — заявил Секретарь СНБО. 16 марта 2012 года президентским указом Антикоррупционный комитет Украины был передан под крыло аппарата СНБО. Но из-за нежелания администрации Януковича реально усиливать борьбу с коррупцией усилия Клюева привели лишь к отдельным эпизодическим результатам. Основные инициативы аппарата СНБО в этой сфере просто терялись в недрах президентской администрации. Несмотря на подготовленные предложения и многократные обращения Клюева к Януковичу и главе его администрации Лёвочкину, ни одного заседания Антикоррупционного комитета так и не состоялось.
В СНБО Клюев продолжил предпринимать усилия по наведению порядка на одном из самых коррумпированных рынков — рынке лекарств. Аппарат СНБО совместно с парламентом и другими органами и ведомствами провели значительную системную работу. Был принят пакет законодательных норм по усилению контроля за качеством импортируемых лекарственных средств на Украину. Согласно европейской практике, была усилена уголовная и административная ответственность за изготовление, приобретение, транспортировку, сбыт или хранение фальсифицированных лекарственных средств. С 1 января 2013 года на территорию Украины был запрещён ввоз препаратов с недоказанной эффективностью. Введено лицензирование импорта. Серьёзно повышена ответственность импортёра. Новые законодательные нормы также содержат требование к минимальным срокам годности препаратов, ввозимых на Украину. Клюев утверждал, что проблема не только в фальсификате, а в наличии на отечественном рынке огромного количества препаратов с сомнительной эффективностью. Он сообщил, что часть новых норм законодательства направлена на повышение ответственности чиновников, отвечающих за эту сферу. Особенное сопротивление вызвали нормы, которые вводят уголовную ответственность за нарушение порядка доклинического изучения, клинических испытаний и государственной регистрации лекарств. «Чиновник должен понимать, что подписывая сфальсифицированные результаты испытаний медпрепаратов и допуская их в аптеки, он создаёт угрозу здоровью и жизни тысяч людей. И за это придётся отвечать», — сказал Клюев. Многие из нововведений встретили огромное сопротивление лоббистов, которые работали на этом рынке. Правоохранительные органы начали внеплановые проверки участников фармацевтического рынка. В ноябре 2012 года на всего лишь двух складах во Львовской области было найдено более 200 тысяч поддельных упаковок 596 наименований самых ходовых препаратов. СНБО обратилось к населению с призывом при любом сомнении обращаться в отделения Госслужбы Украины по лекарственным средствам или в правоохранительные органы для проведения проверок и экспертиз.
В декабре 2013 года в СМИ появилось сообщение о якобы причастности Клюева к силовому разгону мирной демонстрации студентов ночью 30 ноября 2013 года на Майдане Незалежности в Киеве. Клюев заявил, что все обвинения построены на дезинформации и необъективных домыслах. «Это часть очевидной хорошо спланированной операции по дискредитации для достижения конкретных политических целей», — сказал он. Клюев по собственной инициативе пошёл в Генеральную прокуратуру и ответил на вопросы следователей. 16 декабря Генеральная прокуратура заявила о непричастности Андрея Клюева к событиям 30 ноября. «Я сам вызвался дать показания, потому что появились явные инсинуации в средствах массовой информации по поводу моей фамилии», — сказал Андрей Клюев. По его словам, он сам пошёл в Генеральную прокуратуру, и сказал: «Если у вас есть какие-то вопросы, то задайте их мне. Я лучше на них отвечу, чтобы не было никаких кривотолков». «Я ответил на все вопросы, после чего было заявление Генеральной прокуратуры, о том, что никакого отношения к этим событиям я не имею», — сказал в декабре 2013 года секретарь СНБО. «То, что пострадали невинные люди, это — горе. Это очень плохо. Я считаю, то, что произошло, было чистейшей воды провокацией», — сказал Клюев. В интервью иностранным журналистам причиной появления этих слухов Клюев назвал действия его конкурентов в Партии регионов. В медиа появилась версия, что обвинения против Клюева инспирированы настоящим организатором избиения тогдашним главой администрации Януковича Сергеем Левочкиным.
В декабре 2013 года Клюеву было поручено заниматься переговорами с оппозицией по организации круглого стола для мирного разрешения политического кризиса на Украине. Клюев заявлял, что политические проблемы Украины можно разрешить только через компромисс — путём переговоров. 20 января 2014 года Виктор Янукович официально поручил Андрею Клюеву создать рабочую группу для переговоров с представителями оппозиции для урегулирования политического кризиса
21 января Клюев позитивно оценил консультации с оппозицией и оценил отказ Виталия Кличко от переговоров: «Я считаю, что те политики, которые думают о будущем Украины, не должны так поступать, они обязаны вести диалог, договариваться, тогда будет положительный результат».

### Глава Администрации Президента Украины
24 января 2014 года уволен с должности секретаря СНБО Украины и назначен главой Администрации Президента Украины. Главной задачей Клюева на новом посту стало нахождение мирного выхода из политического противостояния путём переговоров.
Вечером 21 февраля вместе с Януковичем Клюев на вертолёте покинул Киев и сопровождал президента два дня по пути до Севастополя. 23 февраля 2014 года подал заявление об отставке.
25 февраля 2014 года стало известно, что Андрей Клюев получил огнестрельное ранение в ногу и находится в одной из больниц Киева. По одной из версий, было несколько нападений на дом политика с применением оружия. По версии УНИАН, автомобиль Клюева отобрали неизвестные.
26 февраля 2014 года указом назначенного Верховной радой и. о. президента Александра Турчинова освобождён от должности главы Администрации президента. В этот же день Клюев призвал лидеров Европейского Союза стать гарантами объективного и прозрачного расследования событий на Украине, которые привели к человеческим жертвам. Андрей Клюев заявил, что его жизнь и жизнь членов его семьи находится под угрозой из-за лживых обвинений в его причастности к трагическим событиям. Он заверил, что не только не причастен к этой трагедии, но и пытался всеми силами ей воспрепятствовать. Он высказал готовность полноценно сотрудничать с соответствующими компетентными органами для установления истины.

### Дальнейшая политическая карьера
16 декабря 2016 года выступил в Дорогомиловском суде Москвы, который рассматривал иск бывшего украинского депутата Владимира Олейника о признании событий на Украине в 2014 году государственным переворотом. В своих показаниях бывший глава администрации обвинил в причастности к гибели людей представителей Грузии и Прибалтики, назвав целью произошедшей смены власти появление недружественной страны возле границы России. Также Клюев заявил, что против отстранённого от власти Виктора Януковича готовилась операция по физическому устранению под кодовым названием «Чаушеску».
2 июля 2019 года Андрей Клюев вместе с эмигрировавшим с Украины в 2011—2012 годах видеоблогером Анатолием Шарием по решению Шестого апелляционного административного суда и Высшего суда Украины были зарегистрированы в качестве кандидатов для участия в парламентских выборах. Несмотря на объявление в розыск, пограничная служба не имела информации о пересечении Клюевым госграницы после 11 января 2014 года. Достоверность утверждений политика о прописке в Донецке украинские правоохранители проверить не могли. Письмо генпрокуратуры в ЦИК об установлении в рамках уголовного дела информации, что Клюев последние пять лет живёт не на территории Украины Верховный суд не посчитал достаточным доказательством. Вечером того же дня на Майдане состоялась акция протеста из 1 тыс. человек. Участники, оказывая давление на ЦИК и Верховный суд, дали этим инстанциям два дня на отмену регистрации. Генпрокуратура Украины предупредила, что задержит Клюева при появлении на территории Украины. 3 июля ЦИК отменил регистрацию Клюева и Шария, получив от СБУ данные об их непроживании на территории страны в течение пяти лет.

## Научная деятельность и поддержка талантливой молодёжи
В аспирантуре Андрей Клюев, всегда интересующийся техникой и новыми технологиями, занялся наукой. Из-за того, что Клюеву самому пришлось не раз рисковать жизнью в шахте, а также из-за тяжелейших травм, перенесённых его отцом, основной целью своих технических изысканий он сделал повышение надёжности шахтной крепи. Уже через 2 года аспирантуры у Клюева было 18 изобретений, которые касались креплений подземных сооружений. Александр Новиков, профессор кафедры, на которой учился Клюев, говорил: «Клюев — это гордость нашего вуза. Не думайте, это не просто красивые слова. Говорю так, потому что его изобретениям до сих пор нет аналогов нигде в мире. Мало кто знает, что именно Андреем Петровичем была разработана конструкция, значительно уменьшившая проседание пород в шахте. Для донецкого региона это незаменимое оборудование!» По словам Новикова, опытная партия этого крепления была уставлена на шахте «Шахтёрская-Глубокая». На неё было получено авторское свидетельство СССР. Все его работы были объединены в отдельное научное направление этого университета.
Андрей Клюев с успехом защитил кандидатскую диссертацию в 25 лет, в 1989 году (для советских времен это достаточно рано — обычно инженеры тогда защищались к 30-ти). Диссертацией он реально гордится, и считает её, по тем временам, достаточно качественной. Речь шла о креплении ракетных шахтных сооружений в сложных геологических условиях. В аспирантуре Клюев даже немного преподавал.
Андрей Клюев не один год поддерживает развитие Малой академии наук. Национальный центр «Малая академия наук» — явление уникальное не только на Украине, но и на всём постсоветском пространстве. Сегодня это 27 территориальных отделений областного уровня, которые руководят работой более 1000 районных территориальных отделений и научных обществ учащихся 8-11 классов школ и ПТУ. В ежегодном общенациональном конкурсе-защите научно-исследовательских работ учеников-членов МАН Украины, который проходит в три этапа (район, область и финал в Киеве), участвуют около 100 тыс. старшеклассников, а в финал выходят 1000 лучших.

В 2010 году, заняв пост первого вице-премьера Клюев добился кардинального увеличения государственной поддержки этой уникальной образовательной сети. Финансирование впервые было определено отдельной строкой в госбюджете, в сентябре Малой академии наук был присвоен статус Национального центра. В 2011 первый вице-премьер Клюев заявил: 
«Очень важно создать максимально благоприятные условия для развития молодых талантов, как в средней школе, так и в высших учебных заведениях. Речь идет не только о качестве учебного процесса, но и об обеспечении возможностей для занятия настоящей наукой. Мы прекрасно понимаем, что для этого нужны приличные ресурсы и материальная база — высококлассные преподаватели, новые лаборатории, с современным оборудованием, библиотеки».
 Также директор МАН Ксен Лисовой заявил: 
«Сегодня радует то, что есть понимание важности этой работы. Для того, чтобы мы не волочились где-то в хвосте цивилизации и не были потребителями исключительно китайских технологий, а сами могли их генерировать, нужно сделать ставку на создание собственной сети и инвестировать в детей: создать им условия для развития, ориентацию и подготовку в тех сферах, которые стратегически важные для государства».

Публичные заявления Андрея Клюева показывают его понимание связи образовательного и научного уровня с темпами экономического развития и общего уровня жизни страны: 
«Украине необходима высококвалифицированная рабочая сила, которая обеспечит стране конкурентоспособность на мировой арене. Мы будем исправлять перекосы, сложившиеся в отечественной образовательной системе. Нам нужны специалисты тех профилей, которые действительно смогут обеспечить модернизацию страны, в том числе и технологическую. Речь идёт о биотехнологах, фармацевтах, приборостроителях, электронщиках, строителях, специалистах в энергоэффективности и IT-технологиях.
К сожалению, в последние годы на науку и научно-технические работы государством тратилось лишь 1,2 % ВВП, из них из госбюджета — всего 0,4 %, что на порядок меньше, чем в развитых странах. Для промышленности эти показатели ещё ниже —0,56 и 0,08 %, соответственно. Инновационную деятельность сегодня осуществляет лишь каждое десятое предприятие, тогда как в развитых странах доля инновационноактивных предприятий достигает 70 %. Последний показатель — ориентир и для украинской экономики. В бюджете на 2012 год значительно увеличены расходы на образование и науку, но я уверен, что в последующие годы динамика роста этих расходов должна быть ещё более значимой.

Считаю, что важно не только развивать университетскую науку (кафедры), ведущие отечественные научные школы, но и адаптировать их к условиям и требованиям рыночной экономики. Только развитие собственного производства высокотехнологичного и энергоэффективного оборудования позволит Украине достичь желаемых темпов и качества модернизации экономики.»

Андрей Клюев неоднократно заявлял о важности увеличения количества технических специалистов для ускорения модернизации промышленности Украины и настаивал на увеличении соответствующего госзаказа. Андрей Клюев заявлял: 
«Жаль, что Украина за годы независимости допустила огромный перекос в системе образования. ВУЗы уже много лет выпускают юристов, экономистов и менеджеров, однако приоритетные для экономики отрасли получают в разы меньшее количество молодых специалистов.»
 По его данным, в 2010 году было подготовлено 28 тысяч экономистов и 8 тысяч менеджеров, но только чуть более 1100 специалистов для строительной отрасли и менее трёх с половиной сотен — по электронике. Также Клюев говорил: 
«В общественном сознании искривлены ценностные приоритеты: некоторые молодые люди уже в школе хотят быть налоговиками или банкирами. Опыт азиатских „тигров“ показывает: для достижения ощутимых результатов в собственном развитии страна должна кардинально повысить престиж инженерных профессий и научной сферы. Я сам — выпускник технического вуза, занимался наукой и немного преподавал, и я убежден, что будущих инженеров учат системности мышления и способности принимать самостоятельные решения без оглядки на авторитеты. Это очень помогает в жизни».
 Он сообщил, что на Украине наиболее востребованными на сегодняшний день являются металлурги, слесари, токари, электросварщики. Например, на заводе имени Малышева, который производит современные танки и БТРы, не хватает несколько сотен рабочих, отметил Секретарь СНБО. Это притом, что сам завод загружен достаточным количеством заказов. Клюев заявлял: 
«На последнем совещании по развитию отечественного ОПК мы поставили задачу руководству предприятий плотно работать с Минобразования, вузами и профтехучилищами страны, в зависимости от перспективных потребностей готовить соответствующие учебные программы и контракты, заниматься молодыми людьми все годы обучения, чтобы они пришли на производство готовыми качественными специалистами».
 По его мнению, сотрудничество государства, образовательной сферы, науки и бизнеса очень важно. Секретарь СНБО Украины Клюев говорил: 
«Отечественные корпорации все больше стали понимать, что в профессиональных кадрах кроется секрет конкурентоспособности. В мире наукой и серьезными инновациями занимаются преимущественно глобальные корпорации. Мы совместно должны не только развивать собственный технический потенциал, но и защищать наши достижения от промышленного шпионажа и недобросовестной конкуренции».
 Однако, по его словам, усилия по техническому перевооружению экономики будут успешными только наряду с предметной реформой образования, технологической модернизацией системы ПТУ и ВУЗов.

## Спорт
Настоящим увлечением Андрея Клюева в школе стал бокс, которым он занимался с 11 лет. Является кандидатом в мастера спорта. Почти каждый день пробегает не менее 5,5 км, занимается плаванием и посещает спортивный зал. В 2000 году стал председателем Федерации бокса Донецкой области, а в 2010 году — главой президиума Федерации бокса Украины»
Когда на Олимпиаде в Лондоне в 2012 году украинские боксёры заняли первое общекомандное место, Андрей Клюев подарил каждому призёру новые автомобили Volvo. Кроме призёров автомобиль получил и Евгений Хитров, который, по мнению ряда экспертов, проиграл на предварительной стадии из-за предвзятого судейства.
Во многом благодаря усилиям Андрея Клюева в Артёмовске (Донецкая область) был реконструирован стадион «Металлург» и построен новый легкоатлетический комплекс олимпийского уровня. В 2004 году он поддержал инициативу местных властей и реконструкция началась. После «оранжевой революции», независимо от смены правительств, в том числе и благодаря содействию Андрея Клюева, финансирование строительства продолжалось. 16 марта 2009 года в результате выполнения первого этапа реконструкции состоялось открытие легкоатлетического манежа, которому был присвоен статус базы олимпийской и паралимпийской подготовки спортсменов. В сентябре 2012 года была торжественно открыта вторая очередь реконструированного спортивного комплекса. По данным областной госадминистрации, в реконструкцию вложено более 120 млн гривен — средства государственного, областного, городского бюджетов, а также частных пожертвований.

## Возбуждение уголовных дел
28 февраля 2014 года Генеральная прокуратура Украины потребовала от МВД и СБУ в течение 10 дней задержать Андрея Клюева как человека, подозреваемого в массовых убийствах активистов в центре Киева с 18 по 22 февраля. 4 марта Клюева огласили в розыск. 23 мая 2014 года в связи с отсутствием доказательств о причастности Клюева к совершению массовых убийств митингующих уведомление о подозрении Клюеву было изменено, вынесено уведомление о подозрении в совершении уголовного преступления, предусмотренного ч. 3 ст. 27, ст. 340 УК Украины в связи с препятствованием проведению собраний, митингов, проходивших 30 ноября 2013 года на площади Независимости в Киеве.
6 марта 2014 года Евросоюз и Канада объявили, что Андрей Клюев и его брат Сергей числятся в списках высокопоставленных украинских чиновников, против которых вводятся финансовые санкции. 10 апреля 2014 года пресс-служба Генеральной прокуратуры сообщила о расследовании дела по признакам уголовного преступления, предусмотренного ч. 5 ст. 191 УК Украины (завладение имуществом в особо крупном размере).
18 июня 2014 года СБУ сняла Клюева с розыска на основании постановления Генпрокуратуры от 11 июня, что позволило ему на короткое время вернуться в Киев. Однако в тот же день, 18 июня, ГПУ отменила своё постановление и Клюева снова объявили в розыск. Позднее Генпрокурор Шокин заявил, что все причастные к снятию Клюева розыска лица уволены из ГПУ.
27 октября 2015 года Генеральная прокуратура возбудила против Клюева дело по ч. 5 ст. 191 (присвоение, растрата имущества или завладение им путём злоупотребления служебным положением) УК Украины по подозрении в хищении 1,5 млрд гривен кредита государственного банка.
5 апреля 2016 года министр внутренних дел Украины Арсен Аваков сообщил об объявлении Интерполом в международный розыск Андрея Клюева и депутата Верховной рады Сергея Клюева.
21 июня 2016 года сотрудники Генеральной прокуратуры Украины провели обыски в домах Андрея Клюева и бывшего заместителя секретаря Совета национальной безопасности и обороны Владимира Сивковича.
28 января 2017 года Печерский районный суд Киева отказался разрешить ГПУ начать специальное (заочное) расследование против Андрея Клюева и вернул ходатайство как несоответствующее нормам Уголовного процессуального кодекса.
В ноябре 2018 года Суд Европейского союза в Люксембурге отменил санкции, введённые Советом Европейского союза против Андрея Клюева в марте 2017 года. 4 марта 2019 года Совет Евросоюза исключил Клюева из своего санкционного списка.
После того как 23 июня 2019 года ЦИК Украины отказал Андрею Клюеву в регистрации кандидатом в народные депутаты, кассационная комиссия при Верховном суде признала это решение незаконным. Клюев был зарегистрирован в кандидаты. Его кандидатура была снята лишь по формальным основаниям — после того как СБУ предоставила в ЦИК документы об отсутствии Андрея Клюева на территории Украины за последние пять лет.

## Бизнес
Андрей Клюев начинал карьеру бизнесмена на закате СССР. После аспирантуры с нуля создал свой бизнес, основанный на внедрении собственных изобретений. Молодой учёный не мог позволить себе кормить семью на институтскую зарплату — так он пояснил свой уход научному руководителю. Клюев об этом рассказывал в интервью:
«Началось кооперативное движение, молодёжные научно-технические коллективы, позднее — акционерные общества. Возникла дилемма: либо идти в науку и писать докторскую, либо срочно менять свою жизнь. А ведь у меня уже была семья, рос сын, но не было никакой реальной возможности достойно содержать жену и ребёнка. После долгих раздумий я пришел к своему научному руководителю и сказал, что уйду в бизнес. А ведь я со своим желанием заняться бизнесом в то время, по сути, уходил в неизвестность».

В 1989 году было открыто первое предприятие «Шельф». Это было первое в области акционерное общество. Опыта подобной юридической организации предприятий в советской Украине ещё никто не имел, но Клюев уже тогда старался смотреть на шаг вперед. Предприятие стало производить шахтную крепь и внедрять его изобретения на угольных предприятиях Донбасса. Речь идёт об оборудовании креплениями шахтных тоннелей и штолен. Получать достаточно крупные заказы помогал престиж выпускников Донецкого политеха и личные коммуникативные качества Клюева. Свой первый завод он построил, как говорится, с нуля, в чистом поле. В тот момент, когда вместе с Советским Союзом рушилась и привычная советская экономика, большинство первых бизнесменов занималось «освоением» бюджетных денег, торговлей или мелким кооперативным производством. А вот Клюев решился создать абсолютно новое среднее по масштабам предприятие по производству подшипников. Причем после изучения ситуации, расчёт сразу делался, в том числе, и на платежеспособный европейский рынок. Большая часть заработанных ранее денег Клюев вложил в разработку проекта. Строительство заканчивали уже за счёт банковского кредита. Вот что он рассказал в интервью в 2008 году: 
"Чтобы начать проектные работы, у меня были деньги, которые я заработал на внедрении своих изобретений. Это было несколько миллионов рублей. Вообще-то все деньги я тогда вкладывал в производство.

После введения нового завода в эксплуатацию Клюев столкнулся с рейдерством — один из тогдашних партийных руководителей позарился на новое предприятие. Уже тогда понадобились все бойцовские качества Клюева, чтобы отстоять свой новый завод. Вот что он рассказывает в одном из интервью: 
«Вышла неприятная история с первым секретарем Шахтерского горкома партии — он решил у меня это предприятие отобрать. Два года он таскал меня по всем правоохранительным органам. Утверждал, что мой завод ранее был государственным. Проверки законности оформленных кредитов длились около трех лет. Что обо мне только не говорили. Закончилось все тем, что мой вопрос даже рассматривали на обкоме партии. Я тогда предложил: „Мы можем сейчас поехать на завод, и вы посмотрите, что там и как“. Проверяющие приехали, посмотрели: а у меня там предприятие работает, новое оборудование стоит, более тысячи человек работников. Выслушав обе стороны, тогдашний председатель облисполкома сказал: „Все ясно: этот молодой дурак построил завод, а этот товарищ хочет у него отобрать“. После этого от меня отстали. А в 1991 году я стал строить ещё и камнеобрабатывающий завод».
Также с нуля братья Клюевы построили завод по обработке гранита и мрамора. Поставили новое итальянское оборудование. Уже в начале двухтысячных завод был продан другому собственнику. Чуть позже Клюев обратил внимание на неработающий Артёмовский завод по обработке цветных металлов. Тогда его контролировали несколько украинских и российских компаний, которые не могли поделить власть на заводе. И тут понадобилась другая отличительная черта Клюева — способность договариваться. В результате он смог выкупить неработающее предприятие. Взял кредиты, восстановил производство, постепенно погасил долги. Со временем «Укрподшипник» превратился в большую корпорацию, в которую входят полтора десятка предприятий добывающей, обрабатывающей, металлургической, машиностроительной промышленности.
К моменту приглашения на работу в областные органы власти, Андрей Клюев был уже достаточно известным бизнесменом в своём регионе.
В 2006 году эксперты оценили совместные активы братьев Клюевых в $ 144 млн. В июне 2009 года братья Клюевы заняли 48-е место в списке журнала «Корреспондент» «Топ 50 самых богатых украинцев с предполагаемым богатством» в размере $ 227 млн.

## Награды
- Награды: Ордена «За заслуги» III ст. (май 1999), II ст. (август 2004). Почётная грамота ВР Украины (октябрь 2005).
- Грамота Содружества Независимых Государств (5 декабря 2012) — за активную работу по укреплению и развитию Содружества Независимых Государств[322][323].